# Episodi di The Vampire Diaries (ottava stagione)
L'ottava e ultima stagione della serie televisiva The Vampire Diaries, composta da sedici episodi, è stata trasmessa dal canale statunitense The CW dal 21 ottobre 2016 al 10 marzo 2017.
In Italia, la stagione è stata trasmessa in prima visione assoluta dal 23 febbraio all'8 giugno 2017 su Premium Action di Mediaset Premium. È stata trasmessa in chiaro dal 25 settembre al 4 ottobre 2017 su La5.
Nina Dobrev, Steven R. McQueen, Sara Canning, Kayla Ewell e Michael Trevino ricompaiono come guest star. Joseph Morgan ha un cameo vocale.
| n° | Titolo originale                               | Titolo italiano                                                    | Prima TV USA     | Prima TV Italia  |
| -- | ---------------------------------------------- | ------------------------------------------------------------------ | ---------------- | ---------------- |
| 1  | Hello Brother                                  | Ciao fratellino                                                    | 21 ottobre 2016  | 23 febbraio 2017 |
| 2  | Today Will Be Different                        | Oggi sarà diverso                                                  | 28 ottobre 2016  | 2 marzo 2017     |
| 3  | You Decided That I Was Worth Saving            | Tu hai deciso che meritassi di essere salvato                      | 4 novembre 2016  | 9 marzo 2017     |
| 4  | An Eternity of Misery                          | Un'eternità di infelicità                                          | 11 novembre 2016 | 16 marzo 2017    |
| 5  | Coming Home Was a Mistake                      | Tornare a casa è stato un grosso sbaglio                           | 18 novembre 2016 | 23 marzo 2017    |
| 6  | Detoured on Some Random Backwoods Path to Hell | La stradina verso l'inferno                                        | 2 dicembre 2016  | 30 marzo 2017    |
| 7  | The Next Time I Hurt Somebody, It Could Be You | La prossima volta che farò del male a qualcuno, potresti essere tu | 9 dicembre 2016  | 6 aprile 2017    |
| 8  | We Have History Together                       | Abbiamo un passato che ci lega                                     | 13 gennaio 2017  | 13 aprile 2017   |
| 9  | The Simple Intimacy of the Near Touch          | La semplice intimità dello sfiorarsi                               | 20 gennaio 2017  | 20 aprile 2017   |
| 10 | Nostalgia's a Bitch                            | La nostalgia è una bastarda                                        | 27 gennaio 2017  | 27 aprile 2017   |
| 11 | You Made a Choice to Be Good                   | Hai scelto di essere buono                                         | 3 febbraio 2017  | 4 maggio 2017    |
| 12 | What Are You?                                  | Che cosa sei tu?                                                   | 10 febbraio 2017 | 11 maggio 2017   |
| 13 | The Lies Are Going to Catch Up with You        | Le bugie ricadranno su di te                                       | 17 febbraio 2017 | 18 maggio 2017   |
| 14 | It's Been a Hell of a Ride                     | È stata un'avventura                                               | 24 febbraio 2017 | 25 maggio 2017   |
| 15 | We're Planning a June Wedding                  | Ci sposeremo a giugno                                              | 3 marzo 2017     | 1º giugno 2017   |
| 16 | I Was Feeling Epic                             | Ero in vena di poesia                                              | 10 marzo 2017    | 8 giugno 2017    |

## Ciao fratellino
- Titolo originale: Hello Brother[2]
- Diretto da: Michael A. Allowitz
- Scritto da: Julie Plec e Kevin Williamson

### Trama
Durante la notte, un'auto, per strada, guidata da un ragazzo che si trova insieme alla sua fidanzata, investe un uomo, i 2 scendono dall'auto per vedere come sta; l'uomo investito è Enzo. Lui e Damon infatti hanno teso una trappola ai ragazzi e li rapiscono portandoli nel magazzino, dove, grazie al potere di compulsione, li costringono a confessare le proprie cattive azioni. Enzo uccide in fretta la ragazza, risultata meno colpevole. mentre Damon getta il ragazzo, reo di malefatte peggiori, nel pozzo pieno d'acqua che si trova nel magazzino. Nell’acqua c'è la misteriosa creatura che era intrappolata nella grotta della cripta della villa dell'Armory, la quale mangia vivo il ragazzo. Nonostante Stefan continui a cercare Damon e Enzo, si concentra anche sulla sua relazione con Caroline, infatti i due vampiri sono tornati insieme e sono molto felici, Bonnie invece vive ancora nella casa nei boschi dove Enzo la teneva nascosta. Alaric vive in un appartamento e ha la custodia congiunta di Josie e Lizzie con Caroline che vive con le piccole a Mystic Falls nella casa della madre di Caroline. Inoltre Alaric ha acquistato la villa dell'Armory cercando di capire quali segreti si celano nella grotta sotterranea, insieme al suo stagista Dorian e alla sua collega Georgie. I due hanno fatto un'eccezionale scoperta: la grotta nasconde una galleria secondaria, infatti dopo aver bendato gli occhi di Alaric con una benda e messo delle cuffie alle orecchie, Alaric trova la galleria secondaria, essa è occultata infatti per trovarla bisogna ignorare i sensi. Nonostante Damon e Enzo siano asserviti alla creatura, Enzo è stufo di tutto ciò, mentre Damon per facilitare il tutto ha spento la sua umanità. Sembra che la creatura, che ora è dentro il pozzo, debba nutrirsi della gente per rimettersi in forze e quindi i due vampiri hanno il compito di trovare persone malvagie affinché possa divorarle vive. Caroline informa Stefan che è stato rinvenuto un cadavere, quindi lui va nella scena del crimine insieme a Bonnie: si tratta della ragazza che Enzo aveva ucciso. Bonnie capisce che Enzo l'ha uccisa strangolandola con una corda di chitarra, per fornirle un indizio. Stefan e Bonnie trovano il magazzino dove Damon e Enzo portano le loro vittime, un ex mattatoio, che sono riusciti a trovare grazie a un’indicazione di Caroline. Intanto Alaric, Georgie e Dorian trovano nella galleria degli oggetti molto antichi ma in ottime condizioni e lo scheletro di un uomo. Josie e Lizzie sono a casa con la baby sitter, Seline, la quale parla al cellulare con Caroline, finché Virginia, da tempo scappata dal centro psichiatrico, entra in casa e ferisce gravemente Seline. Sopraggiunge Caroline che apparentemente la guarisce con il suo sangue dopo aver aggredito Virginia facendole perdere i sensi mentre si avvicinava a Josie e Lizzie. Stefan, nel magazzino, trova Damon, il quale gli intima di andarsene, reagendo con sarcasmo alle parole del fratello. Stefan cerca di fargli capire che Elena non lo vorrebbe vedere in questo stato, ma Damon afferma che non ha più speranza di ritrovare la sua amata, e comunica al fratello in maniera criptica che l'Inferno sta per abbattersi e che la fine è vicina. I due fratelli vengono raggiunti da Bonnie, poi arriva anche Enzo; Damon prende Bonnie come ostaggio, ed Enzo convince Stefan ad andarsene insieme all'amica. Stefan, capendo che non c'è nulla che possano fare per aiutarli, decide di andarsene via con Bonnie, ma prima di andarsene Damon rammenta a suo fratello che tutto questo è iniziato tanto tempo fa a causa sua quando in principio Stefan spinse Damon a diventare un vampiro. Caroline usa la compulsione su Seline per farle dimenticare quello che è accaduto, poi le dice di portare via le bambine da casa per qualche ora. Quindi, dopo aver legato Virginia a una sedia, cerca di avere delle informazioni da lei cercando di capire perché volesse le bambine, lei le dice che una persona misteriosa le vuole, poi si morde la lingua con tanta forza da uccidersi senza che Caroline abbia il tempo di salvarla. Stefan parlando con Bonnie le rivela che questa non è la prima volta che Damon gli rinfaccia il fatto che è stato lui a spingerlo a diventare un vampiro, ma è la prima volta che Stefan prende atto che forse non lo perdonerà mai. Bonnie gli fa capire che Enzo e Damon possono ancora essere salvati, infatti Bonnie è dell'opinione che Enzo avesse ucciso quella ragazza allo scopo di attirare la loro attenzione. Damon e Enzo vanno a una mostra d'arte e comprendono che l’artista è un serial killer e che dipinge con il sangue: pertanto lo rapiscono per darlo in pasto alla creatura nel pozzo. Damon con delle velate allusioni fa capire a Enzo che ha compreso il suo gioco, ovvero lasciare di proposito degli indizi a Bonnie proprio per farsi trovare, dato che Enzo vuole essere "salvato"; Damon però lo avverte che l'entità a cui sono asserviti riesce a leggere nel loro pensiero e gli consiglia di spegnere la sua umanità per non mettere in pericolo i suoi cari. Caroline e Alaric cercano di occultare il cadavere di Virginia, mentre Alaric propone a Caroline di andarsene dalla casa della madre e di lasciarla a lui e alle bambine, spronandola a vivere insieme a Stefan nella tenuta dei Salvatore come in fondo ha sempre desiderato. Stefan, nonostante tutto sembri perduto, è sicuro del fatto che c'è ancora un po' di umanità in Damon: infatti quest'ultimo nel profondo pensa ancora a Elena e al loro primo incontro, e le dice che ha bisogno di lei per poter resistere. Stefan viene raggiunto da Caroline che gli chiede se può vivere con lui, Stefan le risponde baciandola. Bonnie ripensa ai bei momenti passati con il suo amato Enzo, ricordando di quando lui le leggeva l'Odissea, rammentando soprattutto il capitolo sulle sirene, poi Bonnie ha un'intuizione avanzando l'ipotesi che forse la creatura sigillata nella grotta della cripta della villa dell'Armory che ora ha preso possesso delle menti di Damon e Enzo sia proprio una sirena. Bonnie telefona ad Alaric chiedendogli cosa conosce delle sirene, lui le dice che esistono molte teorie contrastanti su questo mito: fra l’altro, si narra che, come serve del Diavolo, plagino gli uomini portandoli verso la morte; Bonnie chiede ad Alaric se secondo lui le sirene esistono, Alaric afferma di non saperlo ma aggiunge anche che "ogni storia ha un fondamento di verità". Dopo aver dato alla creatura la loro ultima preda, Enzo e Damon sentono un canto, poi la creatura, che ha recuperato le forze, esce dal pozzo, completamente nuda, con le fattezze di una bella e giovane donna, che si presenta ai due vampiri.
- Guest star: Kristen Gutoskie (Seline), Demetrius Bridges (Dorian Williams), Allison Scagliotti (Georgie Dowling), Nathalie Kelley (Sybil).
- Altri interpreti: Lily Rose Mumford (Josie Saltzman), Tierney Mumford (Lizzie Saltzman), Aisha Duran (Virginia St. John), Dietrich Teschner (Buck), Katrina Norman (Cindy), Mark Cosby (Investigatore), Kaiser Johnson (Artista).
- Ascolti USA: telespettatori 980 000 – share (18–49 anni) 2%[3]

## Oggi sarà diverso
- Titolo originale: Today Will Be Different[4]
- Diretto da: Pascal Verschooris
- Scritto da: Melinda Hsu Taylor

### Trama
Damon continua a portare vittime (persone di dubbia moralità) alla creatura, la quale ora è in forze: adesso vive in una villa con tanto di piscina interna. Contrariamente a Damon, Enzo non si lascia manovrare completamente dalla creatura, la quale prova a entrare nella mente del vampiro leggendo un nome: Sarah Nelson (ovvero Sarah Salvatore, la nipote di Damon e Stefan). La creatura ordina a Damon e Enzo di uccidere Sarah.
Dopo il trasloco di Caroline nella tenuta dei Salvatore, lei e Bonnie continuano a fare ricerche e scoprono che due ragazze sono morte in circostanze misteriose, quindi capiscono subito che gli assassini sono Enzo e Damon e tra l'altro, rivelano a Stefan che si chiamavano entrambe Sarah Nelson, così il vampiro capisce che Enzo ha ucciso di proposito due ragazze omonime alla sua nipote per attirare l'attenzione, intuendo così che il prossimo bersaglio dei due vampiri è l'ultima Salvatore rimasta in vita. Enzo e Damon trovano Sarah all'università che lei frequenta. Enzo le presenta Damon, poi la portano in un luogo isolato, ma Damon ignora che lei sia la sua discendente, tantomeno che lei e Enzo già si conoscevano, poi Sarah mette Damon al tappeto iniettandogli della verbena con una siringa, infatti Enzo le aveva presentato Damon per farle capire che era il suo parente vampiro. Dato che la ragazza è in pericolo, Enzo, che è ancora molto affezionato a lei, decide di portarla in salvo, ma prima vanno nel suo appartamento per prendere della roba, ma ad attenderli ci sono Stefan, Caroline e Bonnie. Quest'ultima chiede a Enzo se la creatura è una sirena e il vampiro conferma la cosa spiegandole che quando lui e Damon la trovarono nella grotta il suo corpo era provato e indebolito dato che era rimasta intrappolata lì dentro per secoli senza nutrimento, e quando ha preso controllo delle menti dei due vampiri li ha costretti a portarle delle vittime di cui nutrirsi per riprendere le forze. Enzo le rivela che il controllo che lei esercita sulla sua mente e quella di Damon è così forte che più si focalizza su determinati pensieri, più è facile per lei piegarlo al suo volere, infatti lui negli ultimi mesi pur continuando a servirla ha trovato il modo di resisterle, anche se in minima parte. Enzo purtroppo è costretto ad andarsene con Sarah, la quale si fida solo di lui, ma Bonnie inietta con una siringa della verbena a Enzo facendogli perdere i sensi, poi lo porta via in auto. Caroline, che era rimasta fuori dall'appartamento di Sarah ad aspettare nel corridoio, viene aggredita da Damon, che le toglie l'anello solare, impedendole dunque di attraversare il corridoio a causa dei raggi del sole. Mentre Bonnie è in auto con Enzo, quest'ultimo si risveglia, poi inizia a sentirsi male, ciò avviene perché la sua mente è legata a quella della creatura e quindi più si allontana da lei e più le sue forze vengono a mancare, facendo capire a Bonnie che deve tornare dalla creatura e che se per tutto questo tempo ha fatto finta di essere indifferente alla sua fidanzata è per impedire alla creatura di prendere completamente il controllo della sua mente facendo leva sull'amore che prova per lei. Intanto Sarah, che era sola con Stefan, viene aggredita da Damon; suo fratello cerca di convincerlo a lasciarla in pace rivelandogli che lei è la loro ultima discendente, e che deve combattere il controllo che la creatura esercita su di lui per Elena. Dopo aver sentito queste parole Damon lascia andare via Sarah, ma poi arriva la creatura che accoltella la ragazza, poi esercita i suoi poteri su Stefan ordinandogli di non muoversi, impedendogli così di curare Sarah con il suo sangue di vampiro, quindi la giovane ragazza muore sotto lo sguardo impotente di Stefan. La creatura avendo sentito in precedenza la conversazione tra i due fratelli ora conosce il nome della donna di cui Damon è innamorato, ovvero Elena, infatti lei non riusciva a controllare pienamente la mente di Damon dato che lui usava il ricordo di Elena per mantenere un minimo di autocontrollo, ma adesso la creatura vede nella mente di Damon il ricordo del suo primo incontro con Elena, sostituendosi a lei nel ricordo rivelandogli anche il suo nome: Sybil. Damon, che ora pare completamente indifferente a Stefan e alla morte di Sarah, va via con Sybil e quest'ultima dice a Stefan che quando sarà lontana il controllo che esercita su di lui svanirà e quindi riprenderà a muoversi. Alaric e Georgie ispezionano la grotta della cripta della villa dell'Armory trovando un diario, scritto dall'uomo a cui appartenevano le ossa rinvenute nella cripta, facendo delle ricerche incrociate con gli archivi dell'Armory dove viene spiegato che gli oggetti rinvenuti nella grotta sono molto antichi. Georgie rivela ad Alaric che una sera guidò ubriaca e fece un incidente stradale: in auto con lei c'era la sua migliore amica che morì. Mentre lei veniva rianimata dai paramedici, vide un luogo buio dove imperversavano l'angoscia e la solitudine e vide pure un simbolo che lei ha tuttora tatuato sul corpo, simile a quello di uno degli oggetti rinvenuto nella cripta: un'asta di metallo a due punte. Dopo che Bonnie restituisce a Caroline l'anello solare che Damon aveva gettato per terra, la vampira la rimprovera dicendole che se le cose sono andate male è perché lei è scappata via con Enzo. Bonnie le spiega che il suo fidanzato le manca e che per lei è difficile vedere la sua migliore amica insieme a Stefan; Caroline abbraccia l'amica, scusandosi con lei dopo aver compreso che l'ha trascurata da quando è tornata con Stefan e le promette che salveranno Enzo. Quest'ultimo torna alla villa dove Damon lo aggredisce permettendo a Sybil di entrare nei suoi ricordi, in particolare a quello legato a Bonnie prima di separarsi da lei: i due si erano baciati e Enzo le aveva promesso che avrebbe lottato per tornare da lei. Caroline e Stefan tornano a casa, lei gli chiede come si sente, e Stefan ammette di sentirsi in colpa dato che la sua unica parente, oltre a Damon, è morta, rimproverando se stesso perché tutti i Salvatore sono morti prematuramente a causa sua. Caroline gli promette che riporteranno Damon alla ragione e dopo Stefan le fa una sorpresa, facendole vedere alcune stanze della tenuta che sta ristrutturando: esse sono destinate a Josie e Lizzie per quando verranno a trovarli. Caroline apprezza moltissimo il gesto, poi Stefan porta alla sua attenzione un mobile, lei apre un cassetto e vi trova un anello di fidanzamento; Stefan le chiede di diventare sua moglie e lei, dopo averlo baciato, gli risponde di sì.
- Guest star: Nathalie Kelley (Sybil), Kristen Gutoskie (Seline), Allison Scagliotti (Georgie Dowling), Tristin Mays (Sarah Nelson).
- Altri interpreti: Rick Hearst (Uomo d'affari), Tierney Mumford (Lizzie Saltzman).
- Ascolti USA: telespettatori 900 000 – share (18–49 anni) 1%[5]

## Tu hai deciso che meritassi di essere salvato
- Titolo originale: You Decided That I Was Worth Saving[6]
- Diretto da: Michael Karasick
- Scritto da: Chad Fiveash e James Stoteraux

### Trama
Sybil continua a resettare la memoria di Damon alterando il ricordo del giorno in cui i genitori di Elena morirono nell'incidente sul ponte, facendo credere a Damon che pure lei fosse morta con loro, però manipolare Enzo non è altrettanto facile infatti pur provando a costringerlo a spegnere l'umanità non ci riesce. Sybil legge nella mente di Damon scoprendo che lui e Bonnie sono amici, quindi la sirena si sostituisce a Bonnie nei ricordi di Damon, ordinando al vampiro di uccidere la giovane Bennett. Caroline si sveglia e trova Bonnie nel letto con lei, tra l'altro ha anche addobbato la camera da letto con dei palloncini e ha portato una bottiglia di champagne per festeggiare con lei il suo imminente matrimonio, Stefan va da Alaric il quale gli fa vedere l'asta di metallo a 2 punte rinvenuta nella grotta dove Sybil era sigillata, sicuro del fatto che si tratti di un'arma da usare contro la sirena.
Stefan propone di usarla per pugnalare Sybil e ucciderla, ma Alaric non crede che sia quello l'esatto utilizzo dell'oggetto facendo tenere presente a Stefan che prima di affrontare un avversario potente come Sybil bisogna capire come usare correttamente quell'oggetto. Caroline e Bonnie vanno in una boutique per comprare un abito da sposa per la prima e una da damigella per la seconda, ma poi arriva Damon, con l'intento di uccidere Bonnie, però Caroline lo mette fuori combattimento e scappa via con Bonnie. Damon viene raggiunto da Sybil e Enzo, la sirena decide quindi di cambiare piano. Stefan riceve una chiamata da Damon che lo invita a raggiungerlo al liceo di Mystic Falls; Stefan va lì e Damon gli fa vedere Enzo privo di sensi nel bagagliaio dell'auto, poi lo porta dentro la scuola, Sybil gli ha ordinato di ucciderlo, Enzo si riprende e deve vedersela contro i due fratelli Salvatore, infatti Damon ha chiamato Stefan affinché lo aiutasse a uccidere Enzo. Intanto Georgie ripensa al luogo oscuro che sognò quando fece quell'incidente stradale, che lei associò all'Inferno, dove vide il simbolo tatuato sul suo corpo, identico a quello inciso sull'asta di metallo a due punte, quindi viene avanzata l'ipotesi che forse quell'oggetto è stato forgiato all'Inferno, Georgie dice ad Alaric che probabilmente esso ha ispirato il mitologico forcone del Diavolo. Caroline e Bonnie vanno nella tenuta dei Salvatore, ma vengono raggiunte da Sybil, la quale prova molta curiosità nei confronti di Bonnie trovando interessante che Damon e Enzo le siano così leali, nel caso di quest'ultimo comprende la sua lealtà dato che è il suo fidanzato, ma trova strano che pure Damon le sia così fedele visto che non sono mai stati nemmeno amanti. Caroline e Bonnie provocano la sirena dicendole che lei in realtà è invidiosa di Bonnie perché al contrario di Sybil non ha bisogno di relazionarsi con la gente manipolandola. Sybil informa Caroline e Bonnie che Damon ucciderà Enzo, a meno che lui non si difenda, ma dà a Bonnie la possibilità di scegliere chi tra i due salvare. Mentre Josie e Lizzie giocano con l'asta di metallo a due punte, la fanno cadere ed essa genera un suono che le fa spaventare; Alaric le tranquillizza e poi capisce finalmente che l'oggetto funge da diapason, quindi prende l'oggetto e esce di casa chiedendo a Georgie di non seguirlo. Caroline e Bonnie si dirigono verso la scuola in auto, con Sybil, quest'ultima fa tenere presente a entrambe che Enzo è spacciato dato che Stefan, che è insieme a lui e Damon, lo ucciderà pur di salvare suo fratello maggiore, mentre Bonnie non si è presa la briga di scegliere chi salvare tra i due nonostante potesse salvare il suo fidanzato. Bonnie guida a tutta velocità, poi frena di colpo e Sybil vola via dall'auto sfondando il parabrezza dato che non aveva messo la cintura di sicurezza. Bonnie e Caroline si allontanano da Sybil con l'auto, però la giovane Bennett ammette che Sybil aveva ragione, Stefan alla fina ucciderà Enzo mentre Bonnie non può aiutarlo dato che la magia non le è ancora tornata da quando ha perso i poteri di Rayna. Damon è intenzionato a uccidere Enzo visto che Sybil gli ha ordinato di farlo, Stefan prova a convincerlo a smettere però non ci riesce e nonostante Enzo non voglia battersi, è costretto a farlo dato che altrimenti morirà, quindi combatte contro Damon portandosi in vantaggio, ma proprio quando si apprestava a ucciderlo, Stefan interviene. Stefan riesce a sopraffare Enzo, ma proprio quando stava per ucciderlo arriva Caroline che lo ferma. Damon spezza il collo a Caroline mentre Enzo fa altrettanto con Stefan, poi i due riprendono a battersi, questa volta Damon si porta in vantaggio, e proprio quando stava per uccidere Enzo arriva Bonnie che lo supplica di fermarsi, ma Damon è intenzionato ad andare fino in fondo. Poi arriva Sybil, quindi Bonnie accetta la sua offerta e le chiede di risparmiare Enzo e di uccidere Damon, quest'ultimo è terrorizzato perché è consapevole che una volta morto andrà all'Inferno, quindi Sybil cambia idea e decide di uccidere Bonnie, a meno che Enzo non spenga la sua umanità. Enzo bacia Bonnie dicendole che crede in lei e nel fatto che riuscirà a riaccendere la sua umanità, poi spegne i suoi sentimenti. Sybil però non mantiene la promessa e inizia a fare un conto alla rovescia ordinando a Damon di uccidere Bonnie finito il conteggio, e Enzo, che ora è senza umanità, rimane indifferente alla cosa. Bonnie scappa via dalla scuola, ma Damon la raggiunge, poi arriva Alaric che lo investe con l'auto, poi usa il suono generato dalle ripercussioni del diapason, e come aveva giustamente dedotto la sirena diventa debole. Caroline e Stefan intervengono, quest'ultimo spezza il collo a Enzo mentre Caroline mette fuori combattimento Sybil con un calcio, portandoli via, mentre Damon scappa. All'insaputa di Alaric, Georgie lo aveva seguito e ha visto tutto. Sybil viene rinchiusa nella cella della villa dell'Armory, Bonnie è arrabbiata con Stefan il quale era disposto a uccidere Enzo pur di salvare Damon, facendogli notare che Enzo per lo meno ha provato a reagire a Sybil mentre Damon si è arreso ai suoi poteri senza nemmeno provarci e che quindi tra i due era Enzo che meritava di essere salvato. Stefan va al Mystic Grill e viene raggiunto da Alaric che gli fa le congratulazioni per l'imminente matrimonio con Caroline dicendogli che Damon è la cosa più simile a un fratello che abbia mai avuto e che crede in Stefan e nel fatto che lo aiuterà a ritornare in sé. Nonostante Sybil sia fisicamente lontana da Damon, riesce a entrare nella sua mente continuando a resettarla sostituendosi a Bonnie nei suoi ricordi, poi Damon si sdraia sulla strada finché un passante non si ferma con l'auto, scendendo credendo che Damon abbia bisogno di aiuto, ignaro che si tratti di una trappola. Il guidatore sceso dall'auto è Tyler, infatti Damon intenzionato a chiudere i ponti con le persone del suo passato, vuole uccidere Tyler sapendo che poi non lo perdoneranno; Tyler prova a difendersi con una pistola ma Damon lo disarma, il giovane Lockwood gli dice che se lo ucciderà non riuscirà mai più a redimersi. All'inizio Damon decide di risparmiarlo, quindi gli volta le spalle dando l'impressione di volersene andare, ma il controllo che Sybil esercita sul vampiro è troppo forte, quindi si gira verso Tyler e lo morde al collo.
- Special guest star: Michael Trevino (Tyler Lockwood).
- Guest star: Nathalie Kelley (Sybil), Marguerite MacIntyre (Sceriffo Liz Forbes), Allison Scagliotti (Georgie Dowling).
- Altri interpreti: Lily Rose Mumford (Josie Saltzman), Tierney Mumford (Lizzie Saltzman), Erica Page (Consulente matrimoniale).
- Ascolti USA: telespettatori 940 000 – share (18–49 anni) 2%[7]

## Un'eternità di infelicità
- Titolo originale: An Eternity of Misery[8]
- Diretto da: Rob Hardy
- Scritto da: Brett Matthews e Neil Reynolds

### Trama
Caroline telefona a Stefan per dirgli che Bonnie sta cercando di riaccendere l'umanità di Enzo, ma senza successo, mentre lui, che è alla villa dell'Armory, le dice che con l'aiuto di Alaric cercherà di estorcere delle informazioni a Sybil. Damon va in un'autorimessa di proprietà di un certo Peter Maxwell, quindi dopo aver costretto un suo dipendente a togliersi la vita con la compulsione, si confronta con Peter, sembra che su ordine di Sybil lui voglia un oggetto di proprietà di Peter a cui la sirena è interessata, quindi con la compulsione costringe Peter a dirgli dove si trova, anche se lui non sembra saperne nulla, dunque Damon avanza l'ipotesi che si tratti di un oggetto antico. Peter gli rivela che sua nonna, morta 2 anni fa, gli ha lasciato degli oggetti che lui ha riposto in un magazzino ma che suo figlio potrebbe averli presi, quindi Damon costringe Peter a portarlo nel magazzino e a dare a suo figlio appuntamento lì.
Stefan e Alaric usano le ripercussioni del diapason per indebolire Sybil che si trova nella cella della villa dell'Armory, nel tentativo di avere delle informazioni da lei. Sybil fa tenere presente ai due che in tutti i miti ci si riferisce alle sirene al plurale, rivelando infatti di avere una sorella che è a piede libero. Georgie, che ha preso atto dell'esistenza del soprannaturale, fa irruzione nella casa di Alaric nella speranza di trovare più informazioni, ma viene sorpresa da Seline. Damon e Peter vanno nel magazzino, poi il vampiro rimane incuriosito dall'orologio di Peter scoprendo che è ricoperto di verbena, ciò vuol dire che Peter inconsapevolmente non è mai stato manovrato dalla compulsione di Damon, poi arriva il figlio di Peter, che si rivela essere Matt, che spara a Damon e fa bere il suo sangue di vampiro a suo padre per guarirlo dalla ferita mortale che Damon poco prima gli aveva inflitto. Peter è il padre di Matt che abbandonò la famiglia tanti anni fa che ha recentemente ripreso a frequentare da un mese. Georgie entra nella villa dell'Armory e chiude Alaric nella grotta della cripta, mentre Sybil racconta a Stefan una storia: oltre duemila anni fa esistevano due bambine, due sensitive, nate con il potere dell'empatia che permetteva alle due di leggere nelle menti altrui e manipolarle, la loro gente per timore del loro dono le segregarono su un'isola, le due impararono a volersi bene come delle sorelle, rivelandogli che quelle bambine saranno coloro che verranno riconosciute in futuro come le sirene. La bambina che per prima venne imprigionata sull'isola insegnò alla seconda ad attirare le navi che passavano da quelle parti con i poteri psichici, ma a causa delle correnti e degli scogli che circondavano l'isola andavano distrutte, ma la bambina che per prima venne segregata sull'isola riusciva a prendere le provvigioni che si trovavano sulle imbarcazioni per sfamare lei e la sorella. Sybil preferisce non dire a Stefan quale delle due bambine era lei, poi arriva Georgie che gli inietta della verbena facendogli perdere i sensi. Alaric, dentro la grotta, cerca di scappare attraverso la galleria secondaria che però può essere trovata solo ignorando i sensi, infatti si benda gli occhi e con un pugnale si ferisce alle orecchie (che poi guarirà con il sangue di vampiro). Matt incatena Damon a una sedia nel magazzino, lasciandolo lì dopo che il vampiro gli ha rivelato che Tyler è nel bagagliaio di un'auto e che a breve morirà. Approfittando del fatto che Stefan è privo di sensi, Sybil entra nella sua mente dicendogli che non ha intenzione di piegarlo al suo volere come ha fatto con Damon, rivelandogli che lavora per conto di una persona e che il suo "capo" ha dei progetti per Stefan, poi gli fa vedere il suo passato: col passare degli anni le due bambine erano diventate delle ragazze, poi Sybil trovò una grotta che generalmente l'alta marea nascondeva e lì trovò le ossa di molte persone, infatti rivela a Stefan che lei era la ragazza che per seconda venne segregata sull'isola mentre la prima era Seline, è lei la seconda sirena, infatti Georgie se l'è presa con Alaric e Stefan perché Seline l'ha costretta a farlo piegandola al suo volere quando l'aveva sorpresa a casa di Alaric. Sybil spiega a Stefan che non c'erano scorte alimentari nelle navi che attiravano, infatti la carne che mangiavano cucinata da Seline era dei marinai: Seline era una cannibale e fece diventare tale anche Sybil senza che lei lo sapesse. Stefan si risveglia e Sybil cancella dalla sua mente il ricordo di Seline quindi il vampiro dimentica l'identità della seconda sirena. Sybil chiede a Stefan, riflettendo sul suo rapporto con Damon, con quale delle due sorelle si identifica di più ripensando alla storia dell'isola: a Sybil che cercava di essere una brava persona mentre Seline si comportava male, o con quest'ultima che costrinse Sybil a diventare una cannibale in maniera analoga a come Stefan costrinse Damon a diventare un vampiro. Stefan ammette di identificarsi con entrambe. Mentre Damon è nel magazzino si trascina con la sedia contro uno scaffale facendolo cadere su di lui distruggendo le catene, inoltre trova una sfera di metallo molto strana capendo che è quello l'oggetto che vuole Sybil. Quest'ultima intanto spiega a Stefan che se vuole salvare suo fratello deve uccidere il Diavolo, inizialmente Stefan pensa che la sua sia una presa in giro ma Sybil gli racconta di Arcadius, chiamato anche Cade, lui era nato con gli stessi poteri delle due sorelle, è stato infatti il primo sensitivo della storia, inizialmente era ben voluto dalla sua comunità dato che usava i suoi poteri per aiutare gli altri, ma col tempo la sua gente finì col temerlo quindi lo uccisero bruciandolo vivo sul rogo; un istante prima di morire manifestò la massima espressione del suo potere generando un'emissione di energia psichica con la quale creò una dimensione ultraterrena, nella quale il suo spirito avrebbe portato lì le anime delle persone cattive dopo la loro morte per punirle, come rappresaglia per essere stato ingiustamente ucciso. Sybil spiega a Stefan che la dimensione creata da Cade è quella conosciuta come l'Inferno mentre Cade ha ispirato la figura del Diavolo. La sirena racconta che quando scoprì che era diventata una cannibale tentò il suicidio, ma poi lo spirito di Cade venne in aiuto delle due sorelle dando loro l'immortalità e che avrebbero mantenuto la loro bellezza nutrendosi degli altri ma a patto che lo servissero uccidendo persone malvagie le cui anime sarebbero finite all'Inferno per essere punite. Sybil dice a Stefan che lui finirà all'Inferno perché a dispetto dei suoi tentativi di redenzione non potrà mai espiare i suoi crimini, e lo stesso vale per Damon, rivelandogli che lei fece vedere a Damon l'Inferno e ciò che lo attendeva e che la cosa lo fece deprimere così tanto che scelse di spegnere la sua umanità. Alaric attraverso la galleria riesce a uscire raggiungendo Mystic Falls (probabilmente è così che Damon e Enzo sono fuggiti quando rimasero chiusi nella cripta). Matt è in auto con Peter il quale ha appena preso atto dell'esistenza dei vampiri anche se sua nonna gli aveva raccontato delle storie al riguardo quando viveva a Mystic Falls, inoltre è stato Matt a regalargli l'orologio con la verbena. Poi raggiungono il parcheggio indicatogli da Damon, infine Matt trova l'auto e apre il bagagliaio ma è troppo tardi: Tyler è morto dissanguato a causa del morso di Damon; Matt si siede scoppiando a piangere mentre Peter lo abbraccia. Georgie, che su ordine di Seline era andata alla villa dell'Armory per liberare Sybil, riferisce a Seline che sua sorella non vuole essere liberata, infine Seline spezza il collo a Georgie mangiando il suo corpo, mentre l'anima di Georgie finisce all'Inferno.
- Special guest star: Michael Trevino (Tyler Lockwood).
- Guest star: Wolé Parks (Cade), Allison Scagliotti (Georgie Dowling), Nathalie Kelley (Sybil), Kristen Gutoskie (Seline), Joel Gretsch (Peter Maxwell).
- Altri interpreti: Lily Rose Mumford (Josie Saltzman), Tierney Mumford (Lizzie Saltzman), Hannah Malone (Ragazza dell'isola), Sydney Wease (Ragazza del villaggio), Ted Huckabee (Lou).
- Ascolti USA: telespettatori 1 000 000 – share (18–49 anni) 1%[9]

## Tornare a casa è stato un grosso sbaglio
- Titolo originale: Coming Home Was a Mistake[10]
- Diretto da: James Thompson
- Scritto da: Celine Geiger

### Trama
Matt torna a Mystic Falls con il corpo di Tyler, dentro a una bara, telefonando ai suoi amici per riferire la brutta notizia. Stefan è fuori di sé dalla rabbia sostenendo che Tyler non meritasse questa brutta fine. Alaric, senza informare Dorian sui dettagli, gli chiede di rimanere alla villa dell'Armory e continuare a usare il diapason a orari alterni, il cui suono generato dalle ripercussioni indebolisce Sybil grazie al sistema interfono che Alaric ha montato nella villa, chiedendogli anche di cercare Georgie. Bonnie porta Enzo nella casa nel bosco dove lui l'ha protetta per 3 anni, sigillandolo lì dentro con la "fiamma della prigionia", un oggetto magico dell'Armory: una candela la cui fiamma intrappola qualcuno in uno spazio chiuso, il sigillo viene spezzato solo quando la fiamma della candela viene spenta, e solo la persona che l'ha accesa (in questo caso Bonnie) può spegnerla.
La giovane Bennett cerca di riaccendere i suoi sentimenti, ma il vampiro, del tutto insensibile nei suoi confronti, si diverte a prendersi gioco di lei. Caroline, Alaric, Stefan e Matt portano il corpo di Tyler al cimitero, poi arriva Damon che prende Matt come ostaggio, poi gli fa bere il suo sangue con la minaccia di ucciderlo facendolo diventare un vampiro. Damon cerca di far capire a suo fratello e ai suoi ex amici che non tornerà mai più a essere la persona che era un tempo, Caroline gli intima di andarsene, quindi, dopo aver liberato Matt, se ne va. Caroline, Alaric e Stefan discutono della situazione al Mystic Grill; Stefan è dell'opinione che per il momento la cosa migliore da fare è catturare Damon e lasciarlo senza nutrimento, così il suo corpo si essiccherà, a tempo indeterminato. Matt e Peter imballano la roba di Tyler, poi Matt riceve del materiale, infatti Tyler aveva lasciato disposizione affinché, in caso di morte, Matt ereditasse il materiale delle sue indagini: sembra che Tyler stesse aiutando Virginia, i due stavano indagando su Dalton St. John, sia Sybil che Seline erano entrambe imprigionate nella grotta della cripta della villa dell'Armory, ma quando Dalton la aprì nel 1882 Seline riuscì a scappare via, inoltre Matt tra il materiale trova varie foto e ritratti della sirena. Damon va alla villa dell'Armory per parlare con Sybil, esprimendo tutta la rabbia che prova per lei date le cose orribili che gli ha fatto fare; Sybil ha capito che la morte di Tyler ha fatto sì che parte dell'umanità di Damon riaffiorasse, e che si sente in colpa, ma che ciò che veramente lo turba è il fatto che se i suoi sentimenti riemergessero dovrebbe fare i conti con il rimorso delle cose orribili di cui è colpevole, e che probabilmente nessuno, compresa Elena, lo perdonerebbe per quello che ha fatto a Tyler, e che a quel punto solo Stefan, per via dell'affetto incondizionato che nutre per lui, gli resterebbe accanto. Sybil gli suggerisce di chiedere aiuto a suo fratello, intanto Seline porta Josie e Lizzie al luna park, mentre Bonnie e Caroline parlano al cellulare; la giovane Bennett chiede all'amica come riaccese i suoi sentimenti quando spense l'umanità, la vampira le spiega che dovette confrontarsi con le sue peggiori paure, ovvero il timore di non essere amata e di aver deluso sua madre. Damon dà appuntamento a Stefan al luna park, e nonostante Caroline si fosse offerta di accompagnare il suo futuro sposo, Stefan la invita a starne fuori. Stefan raggiunge il posto, che Damon ha fatto evacuare con la scusa della fuoriuscita di gas, Damon parlando con Stefan ammette di aver sbagliato a uccidere Tyler, ma non sa come comportarsi perché solo servendo Sybil può rimanere al sicuro dall'Inferno. Stefan prova a convincerlo a cercare un'altra soluzione, ma Damon non vuole saperne di riaccendere la sua umanità, poi aggredisce Stefan, però Caroline, che andando contro il volere del suo fidanzato era venuta al luna park, spara a Damon con una pistola carica di dardi alla verbena, mettendolo al tappeto, infine Stefan lo chiude in una bara dentro alla cripta del cimitero lasciandolo essiccare. Bonnie va alla casa nel bosco e dopo averla riempita di benzina le dà fuoco con lei e Enzo dentro, proprio come successe alla villa della fondazione Augustine quando Damon lo abbandonò tra le fiamme, infatti la paura di Enzo è sempre stata quella di essere abbandonato, ma Bonnie gli fa capire che è pronta a morire con lui tra le fiamme piuttosto che lasciarlo, poi a causa delle esalazioni di fumo perde i sensi e Enzo, vedendo che lei è rimasta al suo fianco, riaccende la sua umanità, e porta Bonnie fuori dalla casa. Bonnie riprende conoscenza, poi rientra nella casa e spegne la candela della fiamma della prigionia, infine lei e Enzo escono incolumi dalla casa in fiamme per poi baciarsi. Seline porta le bambine in un magazzino, tenendole per mano, così assorbono potere dalla sirena la quale vuole metterle alla prova, e danno fuoco al corpo di Georgie con la magia. Calata la notte Alaric, Enzo, Bonnie, Matt, Caroline e Stefan vanno al luna park per commemorare Tyler e ognuno fa il suo discorso: Alaric lo considerava un uomo forte a dispetto delle perdite che ha dovuto affrontare, Enzo stimava il fatto che avesse trovato la forza di combattere l'oscurità in lui, Bonnie ricorda le volte in cui era disposto a sacrificarsi per le persone a cui teneva, Matt invece lo definiva il suo migliore amico mentre Caroline affarma che Tyler non è stato un ragazzo normale e che la sua non è stata una vita insignificante. Stefan accende le luci del luna park invitando tutti a divertirsi ricordando ai presenti che il senso della vita sta nel godersi i bei momenti e che questo è il modo giusto per onorare Tyler e Elena. Il gruppo di amici passa quindi una bella serata, Stefan ringrazia Caroline per averlo salvato, lei ricorda che è stato proprio in questo luna park che, appena divenuta una vampira, voleva arrendersi ma che Stefan le diede la forza di lottare, ricordandogli che lui è una persona forte. La polizia trova il corpo di Georgie, quindi telefona a Dorian che lascia la villa per identificare il cadavere, venendo meno al compito che gli aveva dato Alaric, infatti senza le ripercussioni del diapason, Sybil recupera le sue forze e fugge dalla camera di contenimento rubando il diapason. Seline prende uno scatolone dal garage di casa Forbes, mentre Sybil libera Damon dalla bara permettendogli di nutrirsi di un uomo che lei ha soggiogato con i suoi poteri, informandolo che ha un compito per lui. Mentre sono al luna park, Caroline fa vedere a Matt una foto delle bambine insieme a Seline, che lui riconosce, informando lei e Alaric che si tratta di una sirena, quindi i due tornano di corsa a casa, ma è troppo tardi: Seline ha rapito Josie e Lizzie.
- Special guest star: Michael Trevino (Tyler Lockwood).
- Guest star: Kristen Gutoskie (Seline), Nathalie Kelley (Sybil), Demetrius Bridges (Dorian Williams), Joel Gretsch (Peter Maxwell).
- Altri interpreti: Lily Rose Mumford (Josie Saltzman), Tierney Mumford (Lizzie Saltzman), Shelli Meghan Delgado (Frequentatrice del luna park), Vanessa Ore (Detective).
- Ascolti USA: telespettatori 920 000 – share (18–49 anni) 1%[11]

## La stradina verso l'inferno
- Titolo originale: Detoured on Some Random Backwoods Path to Hell[12]
- Diretto da: Paul Wesley
- Scritto da: Alan McElroy

### Trama
Alaric e Caroline denunciano la scomparsa delle piccole alla polizia mostrando una foto di Seline, poi Alaric telefona alla sirena minacciandola pesantemente promettendole che la farà soffrire. Damon e Sybil raggiungono Seline e le bambine in una tavola calda, Sybil è in collera con la sorella per averla abbandonata nella cripta quando Dalton la liberò; Seline si giustifica affermando che non ebbe scelta dato che l'Armory le stava dando la caccia quindi dovette mantenere un profilo basso, ma intende farsi perdonare, Damon però non capisce quale sarà il ruolo di Josie e Lizzie nel suo piano, ma Sybil capisce che sua sorella vuole cederle a Cade. Caroline e Alaric partono alla ricerca delle loro figlie, e nonostante Stefan si sia offerto di accompagnarli, la sua fidanzata gli ha imposto di rimanere a Mystic Falls insieme a Matt facendogli capire che non ci penserà due volte a uccidere Damon per proteggere Josie e Lizzie, e in tal caso Stefan sarebbe un intralcio, inoltre gli restituisce l'anello di fidanzamento. Mentre Enzo è a letto con Bonnie riceve una chiamata da Sybil, che gli telefona con il cellulare di Damon, e con il suo canto indebolisce Enzo, il quale è afflitto da atroci dolori. Bonnie lo porta alla tenuta dei Salvatore e chiede a Stefan di aiutarlo, quindi Stefan entra nella sua mente vedendo Sybil torturarlo facendogli rivivere il periodo alla fondazione Augustine, però tramite il contatto psichico tra Enzo e la sirena, Stefan legge nella mente di Sybil scoprendo che si trova in una tavola calda, quindi avverte Caroline e Alaric cha vanno sul posto, inoltre Stefan e Matt mandano ai cellulari della clientela della tavola calda una foto di Seline con l'allerta AMBER, ma Seline con il suo canto tranquillizza le persone lì presenti piegandole alla sua volontà. Purtroppo non appena Alaric e Caroline raggiungono la tavola calda non trovano più nessuno, infatti Damon e le sirene sono andati via con le bambine. Mentre sono in auto Damon, incuriosito dal piano di Seline, le chiede qualche spiegazione in più: la sirena vuole sciogliere se stessa e Sybil dal legame di servitù con Cade, così non saranno più costrette a servirlo, dandogli in cambio Josie e Lizzie, inoltre convincerà Cade a concedere la salvezza delle loro anime dall'Inferno, tra l'altro per essere servi di Cade servono 2 requisiti, ovvero essere creature soprannaturali e diventare suoi servi di propria volontà.
Damon che per tutto questo tempo aveva paura di finire all'Inferno, è incuriosito ora che ha scoperto che esiste una scappatoia. Damon si ferma in un motel e impone a Seline di invocare Cade per suggellare l'accordo, ma Seline afferma che è troppo presto infatti vorrebbe aspettare qualche anno prima di fare di Josie e Lizzie le serve di Cade visto che sono troppo piccole, ma Damon afferma di avere un piano. Sybil continua a torturare la mente di Enzo, quindi Stefan comunica con Sybil venendo a patti con lei: la sirena lascerà in pace Enzo ma Stefan dovrà raggiungerla al motel, quindi Stefan si mette in viaggio e dà l'inidirizzo a Caroline e Alaric, ma quando i due arrivano scoprono che Stefan li ha indirizzati nel posto sbagliato. Caroline, in collera con Stefan, gli telefona, ma lui le promette che sistemerà tutto. Alaric informa Caroline che se ritroveranno le bambine le porterà via da lei; Caroline non lo accetta visto che sono le sue figlie, ma Alaric le fa tenere presente che era Jo la vera madre e che i vampiri portano solo problemi. Bonnie è preoccupata per le condizioni di Enzo ma Matt le ricorda che è un uomo forte perché contrariamente a Damon lui non si è lasciato piegare da Sybil, poi Enzo si rimette, infatti Sybil ha mantenuto la sua parte dell'accordo liberando la sua mente. Stefan raggiunge il motel, ma Sybil ha soggiogato con i suoi poteri le persone che alloggiavano lì affinché uccidessero Stefan, quest'ultimo si difende mettendoli tutti al tappeto senza ucciderli, fatta eccezione per l'ultimo, infatti si vede costretto a ucciderlo sotto lo sguardo di Damon, poi Stefan gli impone di ridargli le piccole, ma Damon gli spiega che dovrà pagare un prezzo. Seline con il suo canto invoca Cade per cedergli Josie e Lizzie ma Sybil offre sul piatto un'offerta migliore: i fratelli Salvatore, dato che oltre a essere due vampiri potenti sono anche dei terribili assassini. Poi vengono raggiunti da Damon e Stefan, quest'ultimo informa Cade che accetta l'accordo. Stefan riporta Josie e Lizzie ai loro genitori, Alaric le fa dormire alla villa dell'Armory e si scusa con Caroline affermando che è stato l'impeto della rabbia a fargli dire quelle cose orribili. Caroline gli spiega che quando sono state rapite si è sentita morire oltre al fatto che è stata lei a metterle al mondo e a crescerle, e che secondo lei sono queste cose che fanno di Josie e Lizzie le sue figlie, ma ammette anche che Alaric aveva ragione su due cose: lei non è la loro madre biologica e che la sua sola presenza le mette in pericolo, chiedendogli di portarle via da Mystic Falls almeno finché la situazione non si sarà calmata. Bonnie è sorpresa del fatto che Enzo non si sia lasciato piegare da Sybil nel periodo in cui la serviva, lui spiega che essendo cresciuto come orfano è abituato ad avere a che fare con persone che abusano di lui, ma che l'unica cosa che gli dava la speranza era la convinzione che avrebbe conosciuto il vero amore, riconoscendolo in Bonnie, la quale afferma che a dispetto delle sue brutte esperienze lui è una brava persona. Caroline si rimette al dito l'anello di fidanzamento scusandosi con Stefan per averlo tagliato fuori non avendo avuto fiducia in lui, però avendo compreso che non può aver riavuto indietro Josie e Lizzie così facilmente, gli chiede quale prezzo ha dovuto pagare: Stefan le spiega che da ora dovrà servire Cade insieme a Damon e che lasceranno Mystic Falls allo scopo di uccidere le persone malvagie le cui anime finiranno all'Inferno. Caroline non può accettarlo dato che a breve si sarebbero dovuti sposare, ma Stefan le rivela che ha chiesto a Cade un ultimo favore, ovvero aspettare ancora un giorno prima di lasciare Mystic Falls, volendo passare insieme a lei ancora un po' di tempo. Seline chiede a Sybil per quale motivo ha offerto Damon e Stefan al posto di Josie e Lizzie, quindi Sybil le spiega che voleva umiliare sua sorella inoltre dato che è stata lei a offrire i due vampiri al signore dell'Inferno lui è venuto a patti solo con Sybil concedendo solo a lei l'immortalità e la salvezza della sua anima, tagliando fuori Seline dall'accordo, riuscendo finalmente a vendicarsi di lei dopo averle rivelato però che i giochi non sono neancora finiti. Matt e Alaric si rendono conto che Damon sarà sempre un pericolo per le persone che amano, quindi lo trovano al bar e gli sparano, poi Alaric lo mette al tappeto con un calcio, infine lo prende a pugni anche se Damon sembra non curarsi del fatto che Alaric stia per ucciderlo. Alla fine Alaric lo pugnala al cuore con un paletto uccidendolo.
- Guest star: Kristen Gutoskie (Seline), Nathalie Kelley (Sybil), Wolé Parks (Cade).
- Altri interpreti: Lily Rose Mumford (Josie Saltzman), Tierney Mumford (Lizzie Saltzman), Corey Maher (Poliziotto), Michael Rubino (Detective).
- Ascolti USA: telespettatori 1 050 000 – share (18–49 anni) 2%[13]

## La prossima volta che farò del male a qualcuno, potresti essere tu
- Titolo originale: The Next Time I Hurt Somebody, It Could Be You[14]
- Diretto da: Tanya Hamilton
- Scritto da: Shukree Hassan Tilghman

### Trama
Monterey, 1917: è Natale e 2 bambini, in un campo di lavoro, sentendo dei rumori escono dalla loro tenda pensando che si tratti di Babbo Natale, ma in realtà è Stefan, il quale sta massacrando la comunità nel genocidio che lo renderà famoso nella storia con la nomea di "Squartatore di Monterey".
Stefan decide di passare le sue ultime 24 ore di vita insieme a Caroline prima di consegnarsi a Cade.
Il vampiro organizza il Natale secondo le tradizioni della famiglia Salvatore, addobbando la casa e preparando da bravo futuro marito quella che sarà la cena, invitando Alaric, Josie, Lizzie, Matt e Peter. Inaspettatamente, arrivano anche Sybil e Damon. Matt e Alaric sono sorpresi dato che credevano di averlo ucciso, comunque sembra che non vogliano creare problemi, passando il Natale con loro. Damon uccide Stefan, ma tranquillizza Caroline, rivelandole che i fratelli Salvatore, ora che sono servi di Cade, possono tornare in vita ogni qual volta vengono uccisi. Intanto l'anima di Stefan incontra Cade in una sorta di limbo, il signore degli Inferi vuole dialogare con lui spiegandogli che Stefan è perfetto per diventare suo servo. Mentre Bonnie è a letto con Enzo, quest'ultimo le fa un regalo di Natale: un viaggio romantico per Parigi. Poi la giovane Bennett riceve una chiamata da Caroline che le spiega quello che sta succedendo: purtroppo solo il diapason può fermare Sybil ma lei lo ha rubato e sicuramente non lo porta con sé per evitare che le venga sottratto, viene dunque avanzata l'ipotesi che la sirena lo nasconda a casa sua ma non hanno idea di dove viva, quindi Caroline sta al gioco e intrattiene tutti gli ospiti, inclusa Sybil da cui con astuzia apprende che vive in un quartiere lì vicino, un complesso di ville con tanto di piscina, e informa Bonnie e Enzo che vanno lì. Giunti alla villa, i due trovano Seline che è entrata in possesso del diapason ma dato che vuole fare ammenda per i suoi errori decide di cedere l'oggetto a Bonnie e Enzo per aiutarli. Alaric per tenere Josie e Lizzie al sicuro le porta in camera da letto, stranamente le bambine sentono la mancanza di Seline continuando a chiedere ai loro genitori quando tornerà. Seline fa vedere a Bonnie e Enzo la lista delle persone che ha ucciso in ordine cronologico inverso, rivelando che è un'abitudine che ha preso da Stefan da quando lo conobbe nel 1917. Nel frattempo anche Cade racconta a Stefan la stessa storia, ma Stefan lo contraddice perché non era Natale quando si rese colpevole di quel massacro, ma Cade gli rivela che Seline passava casualmente da quelle parti e quando vide la strage decise, come serva di Cade, di uccidere Stefan (il quale stava incidendo su una tavola di legno i nomi delle sue vittime) portando la sua anima all'Inferno, ma sorprendentemente fu proprio Stefan a chiederle di ucciderlo perché non poteva più convivere con il fardello delle sue colpe. Seline lesse nella sua mente e non vide cattiveria ma solo rimorso quindi decise di risparmiarlo inoltre esercitando il suo potere sulla mente di Stefan alleviò il suo senso di colpa e fece sì che si dimenticasse di lei alterando la sua percezione del ricordo. In quell'istante Cade capì che Seline non era più idonea per servirlo ma al contrario iniziò a nutrire interesse per Stefan capendo che lui sarebbe diventato il servo ideale. Seline parla con Alaric al cellulare spiegandogli che una traccia del suo potere psichico è ancora nelle menti delle piccole ed è per questo che sentono la sua mancanza quindi come segno di buona fede si offre di liberare le bambine dal controllo che esercita su di loro. A cena, elaborando un suggerimento di Bonnie, Caroline decide di aiutare Damon offrendogli un dono natalizio molto speciale, che però non viene aperto subito. Sybil e Damon cenano con Alaric, Matt, Caroline e Peter, ma le cose prendono una brutta piega quando Damon chiede a Peter per quale motivo abbondonò la sua famiglia tanti anni fa. Peter si limita a dire che aveva evaso le tasse e che si era indebitato con il gioco d'azzardo e che lasciare Mystic Falls era l'unica soluzione, ma Damon non gli crede e con le cattive lo costringe a dire la verità: non c'era un'effettiva ragione per cui lasciò la famiglia, ma dato che a Mystic Falls non aveva più prospettive decise di andarsene quando Kelly rimase incinta di Matt avendo compreso che se fosse rimasto per prendersi cura dei suoi figli poi non avrebbe mai più trovato il coraggio di andarsene. Sybil legge nella mente di Peter perché a quanto pare lui è a conoscenza di qualcosa che le interessa, ma poi arrivano Bonnie e Enzo, quest'ultimo usando il suono generato dalle ripercussioni del diapason indebolisce Sybil, ma stranamente anche Bonnie diventa debole, poi Damon scappa via con la sirena. Cade nel limbo sottolinea il fatto che Stefan, entrando nella vita di Elena le ha solo procurato problemi; lui si giustifica affermando di averlo fatto solo perché si era innamorato di lei, ma Cade gli fa notare che ha contaminato la sua vita con il male solo per soddisfare il suo egoistico desiderio di conoscerla, aggiungendo però che è proprio questo che vuole da lui, non solo che uccida le persone malvagie, ma che induca le brave persone a diventare cattive contaminando le loro anime che finiranno all'Inferno, facendo presente che se rifiuterà si prenderà Josie e Lizzie. Stefan e Cade vengono a patti: lui e suo fratello lo serviranno per un solo anno e in quel lasso di tempo spegnerà la sua umanità servendolo al meglio; Cade accetta ma solo perché è sicuro che questo stile di vita gli piacerà fin troppo e non vorrà più smettere. Dopo la rivelazione di Peter suo figlio non gli rivolge più la parola, Stefan invece ritorna in vita e bacia Caroline sotto il vischio dicendole che servirà Cade solo per un anno, infine lascia la città. Damon, mentre è in compagnia di Sybil scarta il regalo di Caroline: è la collana di Elena che Damon le aveva restituito per il suo diciottesimo compleanno. Essa sembra scatenare una viva reazione in lui, tanto che Damon strappa via il cuore a Sybil e la lascia sola. Bonnie e Enzo si apprestano ad andare a Parigi: nel mentre però discutono sul diapason dato che oltre alle sirene ha indebolito pure Bonnie, Josie e Lizzie. La giovane Bennett rammenta che Sybil e Seline in principio erano delle sensitive, e pure Cade prima che diventasse il Diavolo, e che usavano il potere psichico, tra l'altro anche la magia delle streghe trae forza dal potere psichico. Bonnie comprende quindi che il diapason non ha propriamente il potere di indebolire le sirene ma tutti coloro che usano il potere psichico. Alaric, prima di portare via Josie e Lizzie da Mystic Falls fa sì che Seline cancelli la sua traccia di potere psichico e il suo ricordo dalle menti delle bambine. Damon e Stefan si allontanano da Mystic Falls in auto e quando attraversano il confine Stefan spegne la sua umanità e sul suo volto appare un sorriso maligno.
- Guest star: Nathalie Kelley (Sybil), Wolé Parks (Cade), Joel Gretsch (Peter Maxwell), Kristen Gutoskie (Seline).
- Altri interpreti: Lily Rose Mumford (Josie Saltzman), Tierney Mumford (Lizzie Saltzman), Skylar Morgan Jones (Francine), Samuel Goergen (Lawrence), Tammi Jones Tanaka (Tammy).
- Ascolti USA: telespettatori 980 000 – share (18–49 anni) 1%[15]

## Abbiamo un passato che ci lega
- Titolo originale: We Have History Together[4]
- Diretto da: Ian Somerhalder
- Scritto da: Matthew D'Ambrosio

### Trama
Stefan e Damon uccidono persone cattive affinché le loro anime vadano all'Inferno, ma Stefan si lascia andare iniziando a uccidere allo scopo di nutrirsi di sangue umano, però questa volta con più moderazione affermando di aver studiato un modo per controllare la sua sete di sangue. Matt va alla villa dell'Armory per riconsegnare il materiale di Dalton St. John e lì fa la conoscenza di Dorian, quest'ultimo è stato informato da Alaric dell'esistenza del soprannaturale, rivelando a Matt di aver letto il diario rinvenuto nella grotta della cripta, che era stato scritto dall'uomo a cui appartenevano le ossa rinvenute sempre in quella grotta: sembra che lui conoscesse bene le sirene avendo scritto in quel diario alcuni loro segreti, ad esempio il diapason era stato forgiato dalle persone che uccisero Cade con il fuoco che lo bruciò vivo sul rogo. Tra l'altro Dorian ha fatto un test del DNA su quelle ossa scoprendo che c'è un riscontro con una delle famiglie di Mystic Falls, ovvero i Maxwell, ragion per cui ha invitato alla villa Peter, infatti Dorian ignorava che Peter e Matt sono padre e figlio, tra l'altro il loro rapporto è ancora teso dopo quello che successe a Natale.
Caroline viene mandata dal suo capo a fare un servizio al suo vecchio liceo, poi entra in aula scoprendo che l'insegnante di storia è Sybil, che ha soggiogato con i suoi poteri gli studenti, è stata lei a manipolare il capo di Caroline affinché la facesse venire lì, poi le chiede se conosce la storia della fondazione di Mystic Falls, dunque lei risponde attenendosi alla versione ufficiale ovvero che venne fondata dalle famiglie Salvatore, Gilbert, Fell, Lockwood e Forbes nel 1860 firmando lo statuto. Ma Sybil le spiega che prima delle famiglie fondatrici altre persone vivevano in quel territorio, ovvero le streghe, quindi Caroline capisce che si sta riferendo alle cento streghe che vennero bruciate vive nel 1790, poi la sirena porta via con sé gli alunni per una "gita scolastica" costringendo Caroline a seguirli altrimenti avrebbe fatto del male ai ragazzi. Damon e Stefan vanno in una caffetteria e quest'ultimo nota una giovane ragazza che lavora come medico sfidando Damon, affermando di poter contaminare l'anima di quella ragazza, Tara, per poi spedirla all'Inferno, poi inietta a Damon della verbena facendogli perdere i sensi, quindi Tara lo porta in ospedale. Alla villa dell'Armory Dorian studia gli appunti di Dalton che stava indagando su Seline addirittura prendendo le misure del suo corpo, ma Peter leggendo con attenzione capisce che quelle sono le misure di una campana pensando che ciò sia correlato con la sua famiglia dato che i Maxwell in principio forgiavano campane. Sybil porta gli studenti e Caroline nel luogo dove vennero bruciate vive le cento streghe rivelando che lei ebbe un ruolo in quella storia, spiegando a Caroline che cerca una campana, le cento streghe aiutarono il fabbro a forgiarla con la magia, durante la cena di Natale leggendo nella mente di Peter scoprì di una parata, quindi Caroline capisce che si tratta della campana che viene suonata a Mystic Falls alla parata dei fondatori, ma Sybil ha già controllato e quella è un falso, infatti leggendo nella mente di Peter ha scoperto che quella vera lui la gettò via in acqua da un ponte (lo stesso dove i genitori di Elena morirono nell'incidente stradale) nel 1992. Sybil ordina a una studentessa, Violet, di bruciare vivi i suoi compagni di classe, legati a dei pali, con un liquido incendiario, nel caso Caroline non ritrovi la campana. Damon si risveglia in ospedale, Stefan gli ha somministrato della verbena con delle flebo; nel
frattempo ha fatto delle indagini su Tara scoprendo che i suoi genitori morirono in un incidente stradale, poi con la compulsione la spinge a credere che Damon è un alcolista e che lui uccise i suoi genitori nell'incidente e che se vivrà ucciderà ancora mettendosi al volante ubriaco ma che se morirà i suoi organi salveranno delle vite; Damon, che a causa della verbena non può usare la compulsione, tenta di salvare Tara pregandola di dargli un'altra possibilità, ma Tara cerca di ucciderlo, quindi Stefan vince la scommessa perché ora Tara, con il tentato omicidio, ha contaminato la sua anima. Caroline e Sybil parlano con Matt al cellulare spiegandogli la situazione, lui ricorda che quando i genitori di Elena morirono gli agenti del dipartimento dello sceriffo, nelle acque, insieme ai loro corpi, avevano rinvenuto i resti di una campana che Liz aveva archiviato in uno scatolone, ma dopo la sua dipartita Matt ripose lo scatolone nel garage di casa Forbes, quindi Caroline e Sybil vanno lì. Intanto Stefan confessa a Damon che ha scoperto del ciondolo di Elena che porta con sé e che aveva scelto Tara come vittima proprio per via delle somiglianze con la sua ex dato che come lei è rimasta orfana di entrambi i genitori in un incidente stradale e che studia per diventare medico, poi la rapiscono. Matt e Peter chiedono aiuto alla polizia e rintracciano il segnale GPS dello scuolabus con cui Sybil ha portato via i ragazzi, nel mentre Peter racconta a suo figlio che sono stati i Maxwell a creare Mystic Falls perché mettendo in piedi le prime attività lavorative sul territorio si venne a creare una comunità ma le famiglie fondatrici si imposero sulla società con il loro denaro assumendone il controllo mettendo i Maxwell all'angolo, la campana era il loro ultimo lascito e trovava umiliante che venisse suonata alla parata quindi la rubò e la gettò via dal ponte. Dorian telefona a Matt dicendogli che ha scoperto che il diapason e la sfera di metallo dei Maxwell si possono incastonare e montare sulla campana come un batacchio, quindi la campana amplifica il suono del diapason, e se il suo suono di per sé può indebolire una creatura che può usare il potere psichico, è impensabile cosa possa fare se amplificato di mille volte. Sybil e Caroline vanno al garage di casa Forbes ma Caroline non trova lo scatolone, ma solo una lettera di Seline indirizzata a Sybil: "Hey sorellina, stai cercando qualcosa? Seline". Caroline capisce che Seline era venuta a lavorare per lei allo scopo di rubare la campana, quindi Sybil, seccata, ordina a Violet di dare fuoco ai suoi compagni di scuola, ma Peter e Matt, giunti sul posto, li salvano appena in tempo. Sybil fa tenere presente a Caroline che il suo fidanzato è un assassino, ma la vampira afferma che quando riaccenderà l'umanità tornerà a essere l'uomo che ama, però Sybil è dell'opinione che la spegnerà nuovamente perché è quello che fa sempre, poi lascia sola Caroline ma non prima di aver sottolineato la sua mancanza di coerenza perché nonostante voglia proteggere Josie e Lizzie sposando Stefan farà entrare nelle loro vite un assassino. Matt dopo aver scoperto la storia della sua famiglia è ancora più arrabbiato con Peter confessandogli di essersi sempre sentito come un emarginato a Mystic Falls perché la sua famiglia era l'unica a non avere una storia importante, ma ora scopre che anche lui aveva il suo retaggio e Peter non era lì per raccontarglielo. Stefan e Damon sono in auto con Tara; Stefan è dell'opinione che il ciondolo di Elena sta facendo riemergere l'umanità di Damon che di recente non ha messo molto impegno nel servire Cade, ma Damon, per dimostrargli che si sbaglia, getta via il ciondolo dal finestrino e poi uccide Tara. Nonostante tutto il giorno dopo torna per strada e ritrova il ciondolo, poi va in ospedale e vede una scia di cadaveri decapitati, Stefan infatti ha perso il controllo e, mordendo quella gente al collo per nutrirsi del loro sangue, ha finito col staccare le loro teste, tornando a essere lo squartatore.
- Guest star: Demetrius Bridges (Dorian Williams), Joel Gretsch (Peter Maxwell), Sammi Hanratty (Violet Fell), Nathalie Kelley (Sybil), Alexandra Chando (Tara).
- Altri interpreti: Anthony Goolsby (Leader del gruppo), Devin McGee (Uomo con il giubbetto arancione).
- Ascolti USA: telespettatori 950 000 – share (18–49 anni) 2%[16]

## La semplice intimità dello sfiorarsi
- Titolo originale: The Simple Intimacy of the Near Touch[17]
- Diretto da: Geoff Shotz
- Scritto da: Neil Reynolds e Penny Cox

### Trama
Damon e Stefan continuano a mietere vittime per conto di Cade, ma Sybil telefona a Damon chiedendogli di venire a Mystic Falls per consegnarle la sfera di metallo; Stefan non vede di buon occhio il fatto che Damon penda ancora dalle labbra della sirena, ma dato che suo fratello maggiore negli ultimi tempi non sta servendo al meglio Cade, decide di andare a Mystic Falls con lui nella speranza che, confrontandosi con Sybil, ritorni in sé. Bonnie e Enzo sono appena tornati da Parigi, Bonnie fa vedere a Caroline la collana che Enzo le ha regalato, contenente il suo sangue di vampiro all'interno di una fiala, regalo che le due ragazze considerano alquanto controverso.
Le due amiche vanno al Mystic Grill e lì incontrano Seline che le informa sul potere della campana dei Maxwell, spiegando a entrambe che se il diapason e la sfera di metallo (il percussore) vengono montate su di essa potrebbero creare un'arma capace di uccidere Sybil. Bonnie e Caroline vanno al Miss Mystic Falls, quest'ultima come direttrice dell'evento, a cui prendono parte anche Sybil, Stefan e Damon. Intanto Dorian, ancora arrabbiato con Seline per aver ucciso la sua amica Georgie, va a trovarla al bar e la indebolisce con il suono generato dalle ripercussioni del diapason, mentre Matt va a casa della sirena per cercare la campana. Sybil cerca di piegare Damon alla sua volontà, ma questa volta i suoi poteri si dimostrano inefficaci, infatti Damon è immune al suo controllo, quest'ultimo spiega a Caroline che da quando lei gli ha regalato la collana di Elena è cambiato, lei è dell'opinione che i suoi sentimenti per la sua amata stanno riemergendo. Stefan rivela a Sybil che è stato all'evento di Miss Mystic Falls che la storia d'amore di Damon e Elena è iniziata, intanto arriva anche Enzo, che ha una profonda conversazione con Bonnie, la quale gli chiede se le ha regalato il ciondolo con il suo sangue di vampiro nella speranza che lei possa trasformarsi; Enzo le chiede se almeno può considerare l'idea, ma Bonnie gli spiega che lei e Elena sono legate da un vincolo vitale a causa dell'incantesimo di Kai, e che se lei diventasse un vampiro potrebbero esserci terribili conseguenze per entrambe. Stefan fa notare a Damon che se quest'ultimo e Elena si sono avvicinati quel giorno al Miss Mystic Falls, è stato solo perché lui era ricaduto nella sua crisi da sangue umano, altrimenti Elena non lo avrebbe degnato di uno sguardo, facendo tenere presente che lui da fratello avrebbe dovuto aiutare Stefan in quel momento difficile invece ne approfittò per mettersi in mezzo tra lui e Elena, poi Stefan distrugge il ciondolo di Elena aggiungendo anche che quel ciondolo non rappresenta il loro amore dato che Stefan le aveva fatto quel regalo, in principio, per proteggerla da Damon. Matt intanto ha delle difficoltà perché Seline ha soggiogato dei poliziotti per sorvegliare casa sua, ma Matt ha la meglio su di loro, e trova la campana. A Miss Mystic Falls, intanto, Enzo, Stefan e Damon ballano rispettivamente con Bonnie, Sybil e Caroline, quest'ultima cerca di aiutare Damon a reagire convincendolo ad aggrapparsi al ricordo di Elena, aggiungendo anche che se uccidessero Sybil forse il controllo che lei esercita sui suoi ricordi svanirebbe, poi Stefan si mette a ballare con Caroline, mentre Sybil, ballando con Damon, tenta tendenziosamente di convincerlo che se riaccenderà la sua umanità dovrà fare i conti con il senso di colpa per tutte le cattiverie da lui commesse come l'aver ucciso Tyler, aver rapito Josie e Lizzie, aver costretto Stefan a diventare un servo di Cade, ma soprattutto aver portato via a suo fratello la donna che amava, poi lo convince a darle il percussore. Enzo chiede a Bonnie se lei considererebbe l'idea di diventare un vampiro se non ci fosse Elena di mezzo, lei ammette che se fosse solo per l'amore che prova per Enzo lo farebbe, ma è una decisione troppo delicata e quindi gli restituisce il ciondolo spiegandogli che il suo amore è l'unica cosa che può dargli. Caroline decide di annullare l'evento mandando via tutti con la scusa della fuoriuscita di gas, ma stranamente le partecipanti rimangono, infatti Stefan le ha soggiogate con la compulsione. Damon, che in apparenza stava per cedere a Sybil il percussore, la colpisce in testa con l'oggetto, poi viene raggiunto da Stefan che lo informa che da adesso servirà Cade da solo senza l'aiuto di suo fratello maggiore; Damon non capisce la ragione della sua decisione visto che erano venuti a Mystic Fall proprio per confrontarsi con Sybil. Tra l'altro Damon è riuscito a sconfiggerla, ma Stefan si è reso conto che in realtà non era Sybil, ma Elena che dominava la sua mente, e che di lei non si sbarazzerà mai, affermando che lui adora servire Cade e che tutte le volte che è soddisfatto Damon rovina sempre tutto e quindi lo vuole fuori dai piedi, pertanto lo mette al tappeto. Bonnie decide di aiutare Caroline, ma Enzo la ferma ritenendo la situazione troppo pericolosa; Bonnie nota che il suo fidanzato è diventato troppo protettivo nei suoi confronti, lui alla fine ammette che le aveva regalato il ciondolo con la fiala del suo sangue nel caso Bonnie fosse stata in pericolo, in questo modo si sarebbe salvata diventando un vampiro. Stefan prende il percussore e lo dà a Caroline, poi la informa che le partecipanti da lui soggiogate hanno bevuto il suo sangue di vampiro, lui le ucciderà e quando saranno dei vampiri assassini le loro anime verranno contaminate e finiranno all'Inferno. Stefan uccide la prima, Violet, e proprio quando sta per uccidere un'altra ragazza Caroline uccide il suo fidanzato. Matt prende la campana ma viene raggiunto da Seline e Dorian, quest'ultimo ha ritenuto opportuno che Matt parli con la sirena dato che gli ha rivelato che solo Matt, suonando la campana, può sprigionare il suo potere distruttivo dato che è il discendente del suo creatore. Violet si risveglia in fase di transizione, lei è disperata perché non vuole diventare un vampiro assassino, ma Caroline la tranquillizza dicendole che la aiuterà a gestire tutto e che essere vampiri comporta anche dei vantaggi anche se non tutto sarà semplice, ma che la cosa più bella dell'essere un vampiro è che la vita non finisce dopo la morte. Stefan, essendo un servo di Cade, ritorna in vita, Caroline gli fa tenere presente che avevano un accordo e che lui avrebbe servito Cade per un solo anno, quindi decide di aiutarlo, ma uccideranno solo persone cattive; Stefan le fa capire che quell'accordo per lui non vale più nulla perché essere il servo di Cade per lui è fin troppo divertente, infine Caroline gli restituisce l'anello di fidanzamento dicendogli che c'è una differenza tra divertirsi e essere felici. Bonnie spiega a Enzo che non diventerà mai un vampiro ma che lo ama così tanto che questa è stata la prima volta che ha considerato la possibilità, quindi Enzo le restituisce il ciondolo, ma questa volta come semplice pegno d'amore. I due però devono affrontare la realtà, ovvero che la loro storia durerà fino alla fine della vita mortale di Bonnie, quest'ultima però fa tenere presente al suo amato che esiste una seconda possibilità, ovvero che Enzo prenda la cura per il vampirismo tornando umano. Damon, dopo aver ripreso conoscenza, porta Sybil (ancora svenuta) nella cantina della tenuta dei Salvatore, incatenandola lì; la sirena si risveglia e Damon si diverte a provocarla facendole notare che nella sua vita immortale tutte le persone che ha conosciuto hanno finito col disprezzarla, compresa sua sorella, e che i pochi che la seguivano lo facevano solo perché li manovrava con i suoi poteri, affermando che lei è solo una persona perfida e insicura. Sybil si mette a piangere e, fuori di sé dalla rabbia, usa i suoi poteri su Damon riaccendendo la sua umanità.
- Guest star: Nathalie Kelley (Sybil), Kristen Gutoskie (Seline), Demetrius Bridges (Dorian Williams), Sammi Hanratty (Violet Fell).
- Altri interpreti: Chris Greene (Agente), Jonathan Williams (Sceriffo Jenkins), Julia Vasi (Trudy).
- Ascolti USA: telespettatori 860 000 – share (18–49 anni) 1%[18]

## La nostalgia è una bastarda
- Titolo originale: Nostalgia's a Bitch[19]
- Diretto da: Kellie Cyrus
- Scritto da: Brett Matthews

### Trama
Bonnie va a trovare Caroline alla tenuta dei Salvatore ma trova Damon nel soggiorno, in uno stato catatonico; Caroline prova a entrare nella sua mente ma non ci riesce perché è pervasa dalla sofferenza, infatti Damon sta piangendo. Bonnie e Caroline liberano Sybil dalla cantina della tenuta, lei confessa di aver riacceso l'umanità di Damon, lo aiuterà a tornare in sé ma solo a patto che le diano la campana dei Maxwell. Violet è diventata un vampiro assassino, quindi la sua anima ora è contaminata e finirà all'Inferno, infine Stefan la uccide. Caroline chiede a Matt di dare la campana a Sybil per aiutare Damon, ma lui non trova giusto dover sacrificare l'unica possibilità per uccidere Sybil solo per salvare Damon, poi ne parla con Peter rivelandogli che è stato proprio Damon a trasformare Vicki in un vampiro portandola alla morte, entrambi quindi decidono di aiutare Seline a eliminare Sybil. Stefan va alla tenuta di famiglia per aiutare Damon, ma solo perché Cade insiste affinché Damon torni a lavorare per lui, quindi dato che suo fratello maggiore chiaramente non vuole tornare in sé per paura di dover affrontare il rimorso dei suoi sbagli, spiega a Caroline, Bonnie e Sybil che basta semplicemente perdonarlo. Visto che è impossibile entrare direttamente nella mente di Damon, Sybil fa sì che Bonnie e Caroline entrino dal subconscio. Peter assembla la campana nella torre dell'orologio di Mystic Falls, poi arriva Stefan pronto a impedire che il piano di Seline vada a buon fine, ma quest'ultima rivela a Stefan che la campana non distruggerà solo sua sorella ma tutta la città, infatti gli spiega che la dimensione infernale di Cade è fatta di fuoco perché è la manifestazione della rabbia che prova per essere morto bruciato vivo, il suono generato dalle ripercussioni del diapason interferisce col flusso del fuoco infernale ma se la campana amplifica tale suono esso potrebbe creare uno squarcio tra il mondo dei vivi e l'Inferno, sprigionando le fiamme infernali, che non solo distruggeranno Sybil, ma tutto quanto per un raggio di miglia, compresa tutta la città, ma solo se un Maxwell suona la campana per 12 volte di seguito. Stefan, allettato, decide di usare su Matt la compulsione affinché suoni la campana per dodici volte entro un'ora cioè alle nove di sera, così quando Matt morirà, sarà colpevole del genocidio e la sua anima contaminata finirà all'Inferno. Dopo che Matt gli fa notare che ciò non avverrà perché in ogni caso è Stefan che lo ha costretto a farlo, quest'ultimo usa la compulsione per costringerlo a scegliere: perdonare Damon per aver trasformato Vicki in un vampiro ed averne causato la morte oppure no: se sceglie la seconda opzione dovrà suonare la campana, mentre Seline sarà a debita distanza di sicurezza. Intanto Caroline e Bonnie, entrano nel subconscio di Damon, scoprendo che lì lui è morto durante la guerra civile, Henry, il suo compagno ai tempi della guerra, lavora alla pensione Salvatore alla reception, Vicki invece fa la cameriera al Mystic Grill. Caroline incontra sua madre in veste di sceriffo: prova a chiederle di Damon, ma lei afferma di non averlo mai conosciuto.Caroline rivela che lui è stato l'unico che aveva capito quanto soffrisse per la morte di sua madre e che solo per quello lei lo perdonò per ogni sbaglio.La madre scopre la natura di vampiro di sua figlia, dopo aver versato della verbena sul polso, la cattura e successivamente la tortura provocandole l'uscita dal subconscio. Bonnie nel frattempo segue Vicki nel parcheggio e vedendo un cerotto sul collo  pensa di aver trovato una traccia del vampiro,ma invece si tratta di un innocuo succhiotto. Tornando dentro vede Caroline che viene portata via sotto minaccia da Liz , e viene incitata a continuare la ricerca da sola. Sybil rivela a Caroline che aveva letto nella mente di Bonnie scoprendo che intende dare a Enzo la cura per il vampirismo. 
Bonnie si reca a casa di sua nonna Sheila e le chiede di fare un incantesimo di localizzazione per trovare Damon. Si reca dunque nella cripta dei Salvatore e trova la tomba del vampiro che recita"Damon Salvatore 1839-1863".
- Special guest star: Michael Trevino (Tyler Lockwood).
- Guest star: Marguerite MacIntyre (Sceriffo Liz Forbes), Nathalie Kelley (Sybil), Kristen Gutoskie (Seline), Wolé Parks (Cade), Kayla Ewell (Vicki Donovan), Sammi Hanratty (Violet Fell), Evan Gamble (Henry Wattles), Joel Gretsch (Peter Maxwell) e Jasmine Guy (Sheila Bennett).
- Altri interpreti: Brandon Hirsch (Agente).
- Ascolti USA: telespettatori 940 000 – share (18–49 anni) 1%[20]

## Hai scelto di essere buono
- Titolo originale: You Made a Choice to Be Good[21]
- Diretto da: Carol Banker
- Scritto da: Melinda Hsu Taylor e Celine Geiger

### Trama
Bonnie va in caffetteria e incontra Cade, interrompeiil contatto psichico tornando proprio il signore dell'Inferno, intanto tornato sce:iall'interno de città, Matt presenzia all'evento dell'apertura della capsula del tempo che apparteneva ai primi coloni di Mystic Falls nel 1790, e vi trova un cimelio con il simboil a famigldi nessuno, ia Maxwell, quindi lo fa vedere a Dorian con il cellulare, quest'ultimo gli spiega che si tratta di una griglia cardanica con la quale decodificare messaggi. Matt chiede a Caroline come sta Stefan, lei afferma che non si arrenderà e che lo aiuterà a riaccendere la sua umanità, però Matt le fa notare che a dispetto delle manipolazioni delle sirene e del fatto che lui ha spento i suoi sentimenti, Stefan ha fatto delle cose orribili e che Caroline non può dargli sempre delle attenuanti. Damon va in cantina e vede che Stefan non è lì, invece c'è Cade, che rivela al vampiro che è tornato in vita e che ha liberato Stefan, ricordando a Damon che lui e Stefan sono ancora suoi discepoli e che devono uccidere per suo conto, ma Damon non ne vuole più sapere di servirlo quindi Cade lo mette davanti a una scelta, o uccide 100 persone prima della fine della giornata o la donna che Stefan considera l'amore della sua vita: Caroline.
Intanto Bonnie e Enzo portano via la campana dei Maxwell con il pick-up di Peter, nel mentre Bonnie propone a Enzo di approfittare il più possibile dei vantaggi dell'essere un vampiro nel caso decidesse di prendere la cura per diventare umano, quindi Enzo guida un'auto da corsa in una pista automobilistica divertendosi molto, ma decide di prendere la cura per vivere un'esistenza normale con la sua amata. Damon informa Caroline di ciò che è appena accaduto, poi lei va al Mystic Grill insieme a Matt, e vengono raggiunti da Dorian, che usando la griglia cardanica inizia a decifrare alcune pagine del diario rinvenuto nella grotta della cripta della villa dell'Armory. Cade si presenta a Damon spiegandogli che non c'è verso di ucciderlo dato che in novendi sera ferno è diventato immortale, poi Damon va da Caroline e le spiega la situazione. Caroline rivela a Damon che Bonnie estrarrà la cura dal corpo di Elena e che la darà a Enzo, ma poi ripensa al fatto che il punto di forza di Cade è la sua immortalità e che la cura lo renderebbe vulnerabile, infatti se Cade prendesse la cura tornerebbe mortale, poi Enzo potrebbe nutrirsi del sangue di Cade privandolo della cura e poi Cade invecchierebbe e morirebbe mentre Enzo tornerà umano, e se Damon decidesse di tornare umano per stare con Elena potrebbe sempre bere la cura dal sangue di Enzo quando lui invecchierà e sarà alla fine dei suoi giorni. Stefan guida verso una stazione di servizio e lì incontra un'agente immobiliare e con la compulsione la spinge a firmare delle carte. Bonnie porta Enzo in una casa che lei ha comprato con i soldi di suo padre, poi Damon telefona all'amica esponendole il suo piano, che per lei e Enzo rappresenta una seccatura, ma poi sia lei che il suo fidanzato capiscono che devono aiutare i loro amici perché non è il momento di essere egoisti. Dorian prova molta curiosità nei confronti di Caroline e della sua natura di vampiro chiedendole cosa si prova, lei gli dice che tutte le sensazioni migliori sono amplificate, ma Matt fa tenere presente che ci sono anche dei lati negativi dell'essere vampiri; Caroline chiede a Dorian perché stu.dia scienze dell'occulto, lui risponde che ha iniziato ad appassionarsi a questa materia dopo che suo padre e sua sorella sono morti in un incendio. Caroline offre a Dorian un cocktail con il suo sangue di vampiro, poi arriva Cade che inizia a mietere vittime al Mystic Grill, tutte persone di dubbia moralità, e impone a Damon di fare una scelta, o le cento vittime o Caroline, informadolo che ha fatto a Stefan la medesima offerta e che lui ha scelto di uccidere la donna che Damon ama, ovvero Elena. Damon uccide una ragazza e Dorian, che stava per bere il cocktail con il sangue di Caroline per diventare un vampiro, vedendo Damon uccidere quella ragazza cambia idea. Damon ha deciso di uccidere le cento vittime però Cade gli spiega che quella era una brava ragazza e che non può reclamare la sua anima. Bonnie fa vedere a Enzo la bara di Elena che aveva portato in quella casa nel periodo in cui Enzo e Damon servivano Sybil, il vampiro le promette, anche se non dovesse tornare umano, che le resterà accanto per sempre, ma poi Enzo viene catapultato via dalla casa perché Stefan aveva fatto firmare a quell'agente immobiliare delle carte che intestavano a lei la proprietà della casa togliendola a Bonnie e poi le chiede il permesso di entrare. Matt si lamenta con Caroline affermando che lei e i suoi simili hanno reso Mystic Falls un posto pericoloso, ma la vampira cerca di fargli capire che la città è sempre stata pericolosa ma prima non lo sapevano perché erano dei bambini e gli adulti difendevano Mystic Falls, aggiungendo che ora gli adulti sono loro e che devono proteggere la città, ma Matt è dell'opinione che Caroline essendo un vampiro è parte del male che dovrebbero combattere. Damon telefona a Stefan, quest'ultimo lo informa che Cade ha letto nella mente di Bonnie (quando l'ha incontrata in caffetteria) scoprendo che il corpo di Elena è nella casa che la giovane Bennett ha comprato, e che ucciderà la donna che suo fratello maggiore ama, ma non perché Cade gli ha imposto di farlo, ma nella speranza di chiudere per sempre con Damon avendo capito che l'unico modo per toglierselo di dosso è quello di farsi odiare da lui uccidendo Elena. Dorian dà a Matt un medaglione della famiglia Maxwell che ha ritirato dalla società storica. Stefan raggiunge la casa dove il corpo dormiente di Elena è custodito, e uccide Enzo strappandogli il cuore davanti agli occhi di Bonnie, poi entra nell'abitazione e si avvicina alla giovane Bennett commettendo lo sbaglio di credere che lei non possa difendersi, ma Bonnie inietta al vampiro con una siringa la cura che aveva precedentemente estratto dal corpo di Elena facendo tornare Stefan umano, mentre lei corre verso il corpo privo di vita di Enzo, tenendolo tra le braccia piangendo, generando poi una strana emissione di energia.
- Guest star: Wolé Parks (Cade), Demetrius Bridges (Dorian Williams).
- Altri interpreti: Reece Odum (Karen).
- Ascolti USA: telespettatori 920 000 – share (18–49 anni) 1%[22]

## Che cosa sei tu?
- Titolo originale: What Are You?[23]
- Diretto da: Darren Genet
- Scritto da: Chad Fiveash e James Stoteraux

### Trama
Matt fa degli strani sogni poi si risveglia nella grotta della cripta della villa dell'Armory, dove viene sorpreso da Alaric, appena ritornato a Mystic Falls. Damon telefona a Bonnie, la quale, emotivamente distrutta, lo informa della morte di Enzo e della ritrovata mortalità di Stefan. Quest'ultimo, agitato come non mai, guida la sua auto verso una meta non precisa, poi Caroline gli telefona e gli dice che è stata informata di tutto, poi un'auto di pattuglia della polizia lo ferma, l'agente arresta Stefan dopo aver visto il sangue sulle sue mani, infatti sono ancora sporche del sangue di Enzo. Alaric e Dorian spiegano a Matt che i suoi sogni e il sonnabulismo sono sicuramente legati al medaglione dei Maxwell che ha ricevuto in dono, e che probabilmente sono un ponte d'accesso ai ricordi dell'uomo a cui appartenevano le ossa rinvenute nella grotta della cripta. Cade spiega a Damon che ora lui e Stefan non sono più i suoi discepoli dato che Sybil gli aveva offerto 2 vampiri immortali, ma ora che Stefan è tornato umano il patto non conta più nulla, comunque gli fa un'ultima richiesta: lui vuole il diario di Ethan Maxwell che è stato rinvenuto nella cripta della villa dell'Armory altrimenti ucciderà Stefan allo scoccare della mezzanotte.
Stefan viene portato alla stazione di polizia dove le sue impronte digitali sono state riscontrate nei diversi omicidi irrisolti degli ultimi mesi di cui Stefan è colpevole, poi però arriva Caroline che con la compulsione manipola le menti degli agenti di polizia affinché rilascino Stefan cancellando il suo nome dai verbali, poi lei e Stefan si abbracciano, però, prima di andarsene, Stefan vede una bambina che è venuta a denunciare la scomparsa della madre; Stefan capisce che si tratta dell'agente immobiliare che lui aveva incontrato alla stazione di servizio, che però aveva ferito gravemente e rinchiuso nel bagagliaio dell'auto, dunque lui e Caroline vanno a salvarla. Abby, avvertita da Caroline, raggiunge Bonnie la quale sente la voce di Enzo; Abby e sua figlia fanno una cerimonia funebre per Enzo, ma Bonnie afferma di continuare a sentire la sua voce quindi Abby comprende che sua figlia, al momento della morte di Enzo, deve aver aperto un portale mistico per accedere alla sua anima. Damon va alla villa dell'Armory e chiede ad Alaric il diario di Ethan sentendosi responsabile per Stefan avendolo messo lui in questa situazione, ma Alaric è dell'opinione che se Cade vuole il diario è perché in quelle pagine c'è qualcosa che potrebbe comprometterlo, quindi inietta a Damon della verbena e lo mette al tappeto. Stefan e Caroline raggiungono l'auto ma la donna non è nel bagagliaio, evidentemente è scappata anche se ha perso molto sangue, quindi la cercano nel bosco, poi Caroline si arrabbia con Stefan quando lui fa un indelicato commento sul loro imminente matrimonio. Damon si risveglia in una camera di contenimento della villa dell'Armory, vedendo Matt attaccato a una macchina per il monitoraggio della frequenza cardiaca, Dorian e Alaric gli hanno iniettato un sedativo e quest'ultimo usa su Matt una tecnica di ipnosi per fargli mettere a fuoco i ricordi di Ethan: Matt rivive i suoi ricordi nel 1790, lui era molto amico di Beatrice Bennett, l'antenata di Bonnie, lei e le altre streghe con la loro magia diedero potere alla campana che Ethan forgiò allo scopo di usarla per allontanare le creature che stavano mietendo vittime nella zona (le sirene) le quali si presentarono a Ethan, infatti Sybil e Seline, che sembravano due nobildonne, con i loro poteri piegarono la mente di Ethan al loro volere, e lo portarono nella villa in cui alloggiavano, quella che in futuro diverrà la sede dell'Armory, e gli fecero vedere i loro tesori all'interno della grotta nella cripta, ovvero i loro oggetti magici, tra cui il diapason, infatti Cade interessato alla campana che doveva essere usata contro le sirene, ha ordinato alle due di usarla per scatenare il fuoco infernale, quindi impongono a Ethan di montare sulla campana il diapason, comunque un altro oggetto catturò l'attenzione di Ethan, un pugnale in vetro, a detta delle sirene è forgiato nel fuoco con le ceneri di Cade. La sera dell'inaugurazione della campana alla quale presero parte le streghe della zona, Ethan, che sotto le manipolazioni delle sirene non poteva dire a nessuno del vero potere della campana, si fece furbo e diede a Beatrice un messaggio scritto che lei decifrò con la griglia cardanica. Beatrice avvertì le streghe del pericolo e quando Ethan, piegato al potere delle sirene, suonò la campana dodici volte, le streghe combinando la loro magia riuscirono a bloccare le fiamme dell'Inferno, ma a caro prezzo perché il fuoco infernale le bruciò vive, tranne Beatrice. Matt inizia a sentirsi male quindi Damon stabilizza le sue condizioni facendogli bere il suo sangue, poi Matt ha altre visioni dove Ethan e Beatrice attirarono le sirene nella grotta della cripta, poi la strega e il suo amico si sono tenuti al riparo nella galleria secondaria che lei ha occultato con la magia illusoria, poi ha sigillato lì dentro le sirene, e purtroppo anche Ethan, che ormai era caduto sotto il controllo del canto di Seline. Le sirene avevano rivelato a Ethan come uccidere Cade e lui, prima di morire nella grotta, aveva scritto sul suo diario come uccidere il Diavolo. Damon ruba il diario, mentre Stefan e Caroline trovano la donna la quale, vedendo Stefan, lo ferisce, poi Caroline la guarisce con il suo sangue e usa la compulsione su di lei, infine chiama un'ambulanza per Stefan dato che la cura nel suo corpo rigetta il sangue di vampiro che non può guarirlo. Bonnie, tramite il legame che si è venuto a creare con Enzo, prova a riportarlo in vita, ma Abby brucia il corpo del vampiro vanificando gli sforzi della figlia per paura che potesse usare un potere oscuro che avrebbe potuto distruggerla. Bonnie si mette a piangere ma Abby abbraccia sua figlia dicendole che deve accettare la morte del suo amato. Damon, per il rotto della cuffia, porta a Cade il diario di Ethan, poi lo brucia con i suoi poteri assicurandogli che non farà del male a Stefan. Bonnie va a casa e trova Matt che abbraccia l'amica dicendole che gli dispiace per la morte di Enzo aggiungendo però che lei riuscirà a superare questo brutto momento perché è una persona forte. Stefan e Caroline, usciti dall'ospedale, vedono la donna riabbracciare la figlia, poi Stefan si scusa per il brutto commento che ha fatto sul loro matrimonio affermando però che non è sicuro di volersi sposare alla luce dei fatti, ma Caroline è dell'opinione che vale ancora la pena lottare per il loro amore. Stefan, prima di andare da Bonnie per scusarsi, va alla tenuta di famiglia e ringrazia Damon per averlo salvato, poi gli chiede se secondo lui ha ancora una possibilità di redimersi; Damon gli dice che è possibile. Stefan va a casa di Bonnie ma qualcuno lo stordisce con un taser elettrico e lo sequestra. Damon va da Alaric alla villa dell'Armory, quest'ultimo sottolinea il suo egoismo perché, per il suo egoistico desiderio di salvare Stefan ha compromesso l'unica possibilità di scoprire come uccidere Cade. Damon non si difende dalle sue accuse ammettendo di essere un egoista perché ora ha preso atto che Stefan, essendo ora umano, un giorno morirà e che quindi non resteranno insieme per sempre, e dunque vuole restare con lui il più possibile, aggiungendo però che non gli serve il diario di Ethan perché ha capito da solo come uccidere Cade. Damon porta Alaric nella grotta della cripta e gli fa vedere l'oggetto che in passato attirò l'attenzione di Ethan: il pugnale in vetro. Damon ha capito che è l'unica arma che può uccidere Cade dato che è intriso delle sue ceneri, poi invita Alaric a mettere da parte le divergenze per sconfiggere il loro nemico comune, ma la conversazione viene interrotta da una persona che li raggiunge nella grotta. Damon e Alaric con loro grande sorpresa vedono che si tratta di Kai.
- Special guest star: Chris Wood (Kai Parker).
- Guest star: Demetrius Bridges (Dorian Williams), Wolé Parks (Cade), Persia White (Abby Bennett Wilson), Nathalie Kelley (Sybil), Kristen Gutoskie (Seline), Jaz Sinclair (Beatrice Bennett).
- Altri interpreti: Reece Odum (Karen), Todd James Jackson (Agente dell'FBI), Kurt Yue (Poliziotto), Navia Robinson (Janie), Ladarian Robinson (Agente di polizia stradale).
- Ascolti USA: telespettatori 1 110 000 – share (18–49 anni) 2%[24]

## Le bugie ricadranno su di te
- Titolo originale: The Lies Are Going to Catch Up with You[25]
- Diretto da: Tony Solomons
- Scritto da: Neil Reynolds

### Trama
Kai, ritornato in vita attraversando la breccia tra il mondo dei vivi e l'Inferno che Matt ha generato quando ha suonato 11 volte la campana magica, si presenta ad Alaric e Damon, volendo offrire il suo aiuto per eliminare Cade credendo che ciò possa essere l'unico modo per salvarsi dall'Inferno, infatti parte dell'essenza di Kai si trova ancora nella dimensione infernale non essendo risorto completamente; conseguenza di ciò è il fatto che non percepisce nulla, né il sapore del cibo né il dolore.
Alaric, furente con lui non avendogli mai perdonato la morte di Jo, prova a ucciderlo, ma l'eretico afferma di conoscere il modo per sciogliere l'incantesimo che ha fatto a Bonnie e Elena risvegliando quest'ultima, quindi Damon convince un riluttante Alaric a risparmiarlo, promettendogli che quando risveglierà Elena annullando l'incantesimo lo ucciderà, però Alaric decide di tenere Josie e Lizzie al sicuro nella villa dell'Armory. Stefan scopre che il suo sequestratore è Dorian, lui vuole vendicare la morte del padre e anche quella della sorella; Stefan ricorda tutto, infatti sette anni fa, quando viaggiò per il paese con Klaus, in preda alla sua sete di sangue umano, si nutrì della sorella e del padre di Dorian arrivando a decapitarli, infine bruciò i corpi dentro la loro abitazione, e con la compulsione manipolò la mente di Dorian affinché dimenticasse tutto. Ma ora che Stefan è tornato umano con la cura l'effetto della compulsione che ha esercitato per anni sulla gente è svanito, Dorian non è l'unico, infatti molta altra gente ha recuperato i ricordi legati a Stefan che lui aveva cancellato, quindi molti vanno alla stazione dello sceriffo per sporgere denuncia. Matt, che si scusa con Caroline per la loro lite, le chiede aiuto, quindi Caroline usa la compulsione per far sì che tutte quelle persone dimentichino tutto. Bonnie va in caffetteria e incontra Cade che le offre il suo aiuto per mettersi in contatto con l'anima di Enzo facendo sì che tra Bonnie e il signore degli Inferi si crei un contatto psichico: Bonnie in effetti vede Enzo, i due si baciano, ma Enzo avverte Bonnie di stare attenta perché lui non si trova all'Inferno e Cade la sta solo ingannando per scoprire dove si trova la sua anima e portarla negli Inferi. Cade, che reclama l'anima di Enzo, capisce quello che è accaduto: quando Enzo è morto Bonnie ha provato un dolore emotivo così forte che ha generato un'onda di energia psichica con la quale ha creato una dimensione ultraterrena, ed è lì che ora si trova l'anima di Enzo. In pratica Bonnie ha fatto la stessa cosa che fece Cade quando creò l'Inferno; Cade è meravigliato affermando che Bonnie è l'unica che ha eguagliato la sua impresa. Dorian punta una pistola contro Stefan e lo costringe a scavarsi la fossa, affermando che lui non merita di vivere e di redimersi, Stefan cerca di fargli capire che per lui non è stato facile convivere con la sua sete di sangue, e ora che è umano capisce cosa si prova a essere impotenti, comunque gli chiede di risparmiarlo ma non per se stesso, infatti Stefan non vuole che Dorian contamini la sua anima diventando un assassino. Dorian in un impeto di rabbia gli spara ma senza ferirlo in un organo vitale, però se ne pente subito dopo capendo che Stefan non è una persona cattiva, quindi tampona la ferita e telefona a Matt dicendogli dove si trova, e Caroline, che ha sentito tutto, li raggiunge. Stefan rischia di morire, e il suo spirito va nel limbo dove incontra Cade, mentre Caroline arriva sul posto seguita da un'ambulanza; Cade consiglia a Stefan di accettare la morte affermando che se vivrà rovinerà la vita a Caroline che cercherebbe inutilmente di aiutarlo a riguadagnarsi una redenzione che non riavrà mai, mentre Caroline è destinata a un'immortalità senza di lui. Però Stefan, guardando Caroline, capisce non potersi arrendere, quindi riprende i sensi e Caroline, felice che sia sopravvissuto, gli dice che lo ama. Damon porta Kai in un ristorante, quest'ultimo inizia a perdere sangue dal naso, e lo sputa dalla bocca, ciò vuol dire che l'Inferno lo rivuole indietro, quindi Damon gli permette di nutrirsi del sangue del cuoco del ristorante, infatti essendo Kai un eretico, una creatura vampirica, solo il sangue umano lo rimette in forze, però Damon gli suggerisce, dato che a breve tornerà nella dimensione infernale, di fare un gesto di puro altruismo disinteressato per redimersi, così non tornerà all'Inferno, ovvero sciogliere l'incantesimo su Elena e risvegliarla. Bonnie ora può mettersi in contatto con lo spirito di Enzo quando vuole, mentre Dorian, parlando con Matt, ammette di non essere migliore di Stefan; Matt gli dà i fascicoli sui casi di Stefan, sugli ultimi dieci anni, è stato proprio Stefan a chiedergli di darglieli nel caso Dorian volesse farlo arrestare, però Matt gli suggerisce di voltare pagina e di costruirsi un futuro. Caroline rimane vicina a Stefan mentre lui è all'ospedale, ma il ragazzo le dice che lascerà Mystic Falls e che la loro relazione è finita perché in sostanza non avrebbe avuto nessun futuro. Caroline torna a casa e riceve la visita di Alaric, Josie e Lizzie; la vampira abbriaccia le sue bambine, ma poi si rende conto che stanno usando i loro poteri in maniera pericolosa senza autocontrollo, infatti Alaric le spiega che la cosa va già avanti da qualche giorno. Damon, che ha apparentemente convinto Kai a risvegliare Elena sciogliendo l'incantesimo, lo porta nella cripta dove la bara con dentro il suo corpo è custodita, ma Kai cambia idea e tocca Damon essiccando il suo corpo assorbendo la sua magia di vampiro, avendo capito che non si redimerà mai e che tornerà all'Inferno, quindi essendo ciò inevitabile, decide di divertirsi a modo suo prima di tornare nella dimensione infernale lasciando Damon da solo nella cripta.
- Special guest star: Chris Wood (Kai Parker).
- Guest star: Demetrius Bridges (Dorian Williams), Wolé Parks (Cade).
- Altri interpreti: Tierney Mumford (Lizzie Saltzman), Lily Rose Mumford (Josie Saltzman), Brent McGee (Cameriere del Mystic Grill), Maurice Johnson (Uomo), Kenny Barr (Cuoco di linea).
- Ascolti USA: telespettatori 990 000 – share (18–49 anni) 1%[26]

## È stata un'avventura
- Titolo originale: It's Been a Hell of a Ride[8]
- Diretto da: Pascal Verschooris
- Scritto da: Brett Matthews e Shukree Hassan Tilghman

### Trama
L'anima di Damon, dopo che Kai ha essiccato il suo corpo, si ritrova nel limbo. Qui incontra Cade il quale lo informa che Kai gli ha dato la bara con dentro il corpo dormiente di Elena che lui ha rubato dalla cripta in cambio della sua protezione dall'Inferno, ma si è tenuto il pugnale che può ucciderlo. Cade, non sentendosi al sicuro dato che Kai possiede l'unica arma che può ucciderlo, impone a Damon di consegnarglielo: in cambio gli restituirà Elena. Stefan va da Bonnie per scusarsi ma lei è estremamente fredda e ostile nei suoi riguardi. Stefan la informa che lascerà la città ma la cosa la lascia indifferente. Caroline spiega e Josie e Lizzie che non sposerà più Stefan e le 2 bambine restano deluse; inoltre Alaric confessa a Caroline che le piccole non frequentano più la scuola data la loro incapacità di controllare la magia.
Damon chiede a Stefan di aiutarlo, quindi Stefan raggiunge Kai a un karaoke; l'eretico gli dice che se Cade venisse ucciso la sua dimensione infernale svanirebbe, inoltre tocca Stefan per essiccare il suo corpo assorbendo la magia del suo vampirismo, ma non ci riesce dato che ora è umano; poi arriva Damon che spezza l'osso del collo a Kai. Bonnie comunica con lo spirito di Enzo, quest'ultimo le consiglia di perdonare Stefan facendole notare che anche lui ha fatto delle cose orribili e se a dispetto di ciò Bonnie lo ama ugualmente allora può perdonare Stefan, altrimenti l'odio la consumerà. Stefan e Damon rientrano in possesso del pugnale, poi portano Kai alla villa dell'Armory nella camera di contenimento, infatti ora che Kai gode della protezione di Cade non c'è la certezza assoluta che morirebbe se venisse ucciso. Damon spiega a Caroline che Stefan vuole andarsene perché non si sente alla sua altezza, anche se lei non la vede nella stessa maniera affermando che ha bisogno di lui, aggiungendo che pure Josie e Lizzie hanno bisogno di Stefan. Quest'ultimo chiede ad Alaric di dargli una mano, poi Stefan e Damon raggiungono Cade nella grotta dove custodisce il corpo di Elena nella bara, ma Stefan, sentendosi in colpa dato che Cade è tornato in vita attraversando la breccia tra il mondo dei vivi e l'Inferno che Matt ha aperto dopo che Stefan lo aveva costretto a suonare la campana magica, decide di uccidere il signore degli Inferi da solo, quindi inietta a Damon della verbena mettendolo al tappeto. Kai spiega a Caroline che le bambine stanno usando la magia senza nessun controllo perché ne stanno assorbendo troppa dagli oggetti magici della villa dell'Armory visto che le avevano portate ad abitare lì da un po', inoltre pure Kai assorbe la magia dalla villa e distrugge il vetro della cella di contenimento, e spezza il collo a Caroline. Stefan affronta Cade il quale lo deride non vedendolo come una minaccia, ma Alaric suona la campana magica dei Maxwell che è stata rimontata nella torre dell'orologio di Mystic Falls: infatti, dato che lui non è un Maxwell, non c'è il rischio che liberi le fiamme dell'Inferno, limitandosi a suonare la campana il cui suono indebolisce le creature come Cade che usano il potere psichico. Cade sente il suono della campana nella grotta e perde le forze, Stefan lo prende a pugni ma Alaric smette di suonare la campana dato che Josie e Lizzie gli hanno telefonato per avvertirlo del pericolo, visto che Kai è a piede libero nella villa con l'intento di uccidere le sue nipotine e sterminare la congrega Gemini. Cade recupera le forze e picchia Stefan, poi quando arriva Damon, Cade, per metterlo in difficoltà, dà fuoco alla bara di Elena e obbliga Damon a una scelta: o gli lascia uccidere Stefan, oppure Elena. Damon propone un'alternativa, offrendo la sua vita, tra l'altro ora Stefan è mortale e un giorno morirà quindi avrà la garanzia di portare all'Inferno le anime di entrambi i fratelli Salvatore. Cade accetta e spegne le fiamme che stavano bruciando la bara poi estrae un pezzo di legno da essa e lo dà a Damon che si pugnala al cuore morendo. Kai intanto sente le voci di Josie e Lizzie nella grotta della cripta, ma in realtà quelle erano le voci registrate sul cellulare di Alaric che ha raggiunto la villa dalla galleria che comunica con Mystic Falls, poi affronta Kai; infine Caroline, che ha ripreso i sensi, arriva alle spalle di Kai e gli spezza il collo. L'anima di Damon finisce nel limbo, poi Cade cerca di portarla all'Inferno, ma Bonnie, che aveva percepito che Elena era in pericolo, usa i suoi poteri psichici per tenere l'anima di Damon al sicuro nel limbo. Cade e Bonnie si contendono l'anima di Damon con i loro poteri psichici, ma Cade commette l'errore di non prestare più attenzione a Stefan, che lo ferisce mortalmente con il pugnale. Il corpo di Cade esplode, la sua morte genera un'esplosione psichica grazie alla quale l'anima di Damon si ricongiunge con il corpo. Bonnie spiega a Stefan che nonostante la sua impresa coraggiosa è ancora arrabbiata con lui, ma Stefan le dice che non smetterà mai cercare il suo perdono. Damon e Stefan si abbracciano, poi Damon cerca di convincere Stefan a non abbandonare Mystic Falls; Stefan comprende che suo fratello non accetta il fatto di separarsi da lui facendogli prendere atto che un giorno dovrà dirgli addio visto che è mortale, ma Damon è dell'opinione che quel giorno non è ancora arrivato e che solo restando a Mystic Falls potrà redimersi, facendogli notare che ha trovato il coraggio di affrontare Cade sconfiggendolo. Alaric e Caroline sono sollevati ora che sanno per quale motivo Josie e Lizzie usavano i loro poteri con così poco autocontrollo, ma Alaric non se la sente di riportarle a scuola avendo capito che non esiste una struttura dove loro possano sentirsi a loro agio con la loro magia, proponendo a Caroline di creare una scuola per bambini speciali come Josie e Lizzie. Caroline riceve la visita di Stefan che si mette in ginocchio davanti a lei chiedendole di sposarlo avendo compreso che lei rappresenta tutto ciò di cui ha bisogno e che non gli importa se invecchierà e morirà, diversamente da Caroline che resterà per sempre giovane e immortale, perché passerà la sua esistenza mortale a lottare per essere l'uomo che lei merita promettendole che cresceranno Josie e Lizzie insieme; Caroline, felicissima, lo bacia. Kai si risveglia al karaoke, incatenato, insieme a Bonnie, la quale gli spiega che sono all'interno di un mondo prigione, avendo capito che per lui quello è l'unico luogo peggiore dell'Inferno. Kai afferma che è impossibile dato che solo con l'ascendente creato dai membri della congrega Gemini si può generare un mondo prigione; sennonché Bonnie ha usato l'ascendente creato da Josie e Lizzie, le ultime Gemini in vita, lasciando solo Kai il quale urla dalla rabbia e dalla disperazione. Bonnie va da Damon riferendogli quello che Kai le aveva rivelato prima di lasciarlo nel mondo prigione, ovvero che ciò che aveva detto a Stefan era falso: infatti la morte di Cade non ha comportato la distruzione dell'Inferno, al contrario ora che è morto un'altra persona ha preso il suo posto assumendo il controllo della dimensione infernale, una loro vecchia conoscenza, qualcuno che serba rancore nei loro confronti e che cercherà vendetta, una persona che conosce tutti i loro punti deboli, a detta di Kai l'unica persona più crudele di Cade. Damon dalla descrizione capisce subito a chi si stesse riferendo: Katherine Pierce.
- Special guest star: Chris Wood (Kai Parker).
- Guest star: Wolé Parks (Cade).
- Altri interpreti: Lily Rose Mumford (Josie Saltzman), Tierney Mumford (Lizzie Saltzman).
- Ascolti USA: telespettatori 1 040 000 – share (18–49 anni) 2%[27]

## Ci sposeremo a giugno
- Titolo originale: We're Planning a June Wedding[28]
- Diretto da: Chris Grismer
- Scritto da: Jen Vestuto e Melissa Marlette (soggetto); Melinda Hsu Taylor (sceneggiatura)

### Trama
Matt, al Mystic Grill, riceve la visita di Peter che gli fa un'inaspettata sorpresa: Kelly è tornata e vuole riallacciare il suo rapporto col figlio. Matt raggiunge i suoi amici per parlare dell'imminente ritorno di Katherine la quale ha appena assunto il controllo della dimensione infernale di Cade dopo la sua morte; Dorian propone di usare un'arma analoga a quella usata per uccidere Cade dato che Katherine è diventata come lui la nuova guida dell'Inferno, ovvero un pugnale in vetro intriso delle ceneri della donna. Matt è dell'opinione che non sia necessario forgiare l'arma in vetro, anche il metallo potrebbe andare bene, in tal caso Peter ne forgerà una, comunque Dorian fa tenere presente che la vera minaccia è rappresentata dall'Inferno; Bonnie spiega che le dimensioni psichiche vengono create dai sensitivi quando provano forti emozioni, nel caso di Cade è stata la rabbia per la sua morte, mentre Bonnie ha creato la sua per via del dolore dovuto all'omicidio di Enzo, aggiungendo però che queste dimensioni possono essere distrutte. Caroline fa prendere atto che, pur disponendo di un'arma con la quale uccidere la nemica, bisognerebbe farla uscire allo scoperto, quindi Damon facendo leva sul fatto che Katherine è ancora ossessionata da Stefan e che mai accetterebbe di vederlo felice con un'altra, decide di organizzare l'indomani il matrimonio tra Caroline e Stefan, sapendo che Katherine non mancherà, così la faranno uscire allo scoperto. Matt, tornato al Mystic Grill, nonostante l'iniziale ostilità, prova a dare a sua madre un'altra possibilità, poi Kelly va in bagno e inizia a perdere sangue dal naso e dalla bocca, poi con una lama uccide una ragazza che si era avvicinata a lei incuriosita. Bonnie spiega a Caroline che non verrà al matrimonio perché non può prendere parte alle nozze dell'uomo che ha ucciso Enzo ma comprende le ragioni per cui Caroline lo vuole sposare a dispetto degli sbagli che ha fatto. Stefan origlia la conversazione, poi lui e Damon vanno nella cripta dove i Viaggiatori lasciarono il corpo di Katherine quando trasferirono il suo spirito nel corpo di Elena; Damon spiega a suo fratello che la morte di Enzo segnerà per sempre lui e Bonnie aggiungendo però che lui non è più l'assassino crudele che si è macchiato della sua morte. Damon, prese le ceneri di Katherine, propone a Stefan di ubriacarsi con lui come se fosse un addio al celibato. Bonnie organizza le nozze nel giardino della tenuta dei Lockwood, poi parla con lo spirito di Enzo il quale prova a convincerla a cambiare opinione sul matrimonio di Caroline facendole capire che Stefan non è più il vampiro malvagio che gli ha strappato via la vita, consigliandole di fidarsi di Caroline e del suo giudizio, poi le descrive nel dettaglio quello che sarebbe stato il loro matrimonio che non ci sarà mai. Caroline trova una collana con un biglietto con scritto "Per la sposa" dando per scontato che si tratti di un regalo di Stefan, poi i fratelli Salvatore tornano a casa, Stefan è ubriaco quindi Caroline e Damon lo mettono a dormire sul divano mentre loro 2 bevono insieme ripensando a Liz e al fatto che era una donna eccezionale, Damon dice a Caroline che ora fa parte della sua famiglia.
Il giorno delle nozze è arrivato, e nonostante Alaric decida di non venire, porta al matrimonio Josie e Lizzie dopo aver chiesto a Valerie di fare a entrambe un incantesimo di protezione; anche Bonnie, contro ogni pronostico, prende parte alla cerimonia abbriacciando Caroline, volendo far parte della sua felicità. Alla villa dell'Armory Dorian suggerisce ad Alaric di distruggere l'Inferno facendo esplodere su di esso una grande quantità di energia magica psichica, poi però nota che Alaric non è concentrato avendo capito che per lui è difficile pensare a Caroline che sposa un altro uomo, poi gli rivela che in principio venne a Mystic Falls per uccidere Damon credendo erroneamente che avesse ucciso sua moglie salvo poi scoprire che l'aveva trasformata in un vampiro su sua richiesta, ma poi i suoi amici di Mystic Falls sono diventati la sua famiglia e ciò che li ha resi tali è stata la forza di superare insieme i momenti difficili che hanno affrontato. La cerimonia ha inizio, con Damon come officiante di nozze, mentre Matt, Bonnie, Josie, Lizzie, Peter e Kelly come invitati, insieme a molti altri che Damon ha manipolato con la compulsione, per rendere il tutto più credibile agli occhi di Katherine. Stefan sorride vedendo Caroline con l'abito da sposa raggiungerlo sull'altare, poi nota la collana che indossa, la quale appartiene a Katherine, infatti è un suo regalo e non di Stefan, ciò vuol dire che lei è nei paraggi e che il piano sta funzionando; Damon poi spera di farla uscire allo scoperto pronunciando i voti nuziali chiedendo se qualcuno tra i presenti è contrario all'unione degli sposi, ma stranamente Katherine non si fa viva. Matt nota l'assenza di Peter poi insegue Kelly la quale se ne va via. Damon continua con la cerimonia e invita Stefan e Caroline a scambarsi le promesse nuziali: Stefan esprime l'amore che prova per lei dicendole che per lui rappresenta molto, un'amica e una guida, e che si è innamorato follemente di lei senza nemmeno rendersene conto. Caroline ammette che una parte di lei era pronta a passare la sua vita con Stefan dal giorno in cui lo conobbe e che ricorderà questo giorno anche per lui quando non ci sarà più. Poi si scambiano le fedi nuziali e Damon li dichiara marito e moglie, infine i due suggellano la loro unione con un romantico bacio. Matt trova suo padre gravemente ferito, ma riesce a tamponare la ferita; Peter gli rivela che è stata Kelly a ferirlo dopo averle detto che, una volta forgiata l'arma, l'ha consegnata subito a Stefan. Mentre Damon è intento a fare un discorso sui due sposi, Kelly rivela a tutti di essere morta ormai da due anni, poi Bonnie porta Josie e Lizzie nella tenuta dei Lockwood, la quale esplode dato che Kelly ha messo il serbatoio del gas nel camino manomettendo le tubature, ma le piccole assorbono la magia di Bonnie, la quale ha recuperato i suoi poteri di strega senza rendersene conto, quindi la giovane Bennett combinando la sua magia con quella delle piccole spegne le fiamme, mentre Josie e Lizzie vanno da Caroline abbriacciandola. Bonnie dice addio a Enzo perché avendo riottenuto i suoi poteri magici ora non potrà più usare i suoi poteri psichici mettendosi in contatto con il suo spirito, però Enzo le fa promettere di vivere in pieno la sua vita con la promessa che torneranno insieme quando troveranno la pace. Matt e Damon costringono Kelly con le cattive a parlare, lei è finita all'Inferno dopo la sua dipartita ma è tornata in vita attraversando la breccia tra l'Inferno e il mondo dei vivi che Matt ha aperto quando ha suonato la campana dei Maxwell; Katherine le aveva promesso protezione dall'Inferno in cambio del suo aiuto, il suo piano consiste nel distruggere Mystic Falls con le fiamme infernali della campana magica, Matt le fa tenere presente che solo un Maxwell può scatenare il potere distruttivo della campana suonandola e gli unici rimasti sono lui e Peter, e nessuno dei due ha intenzione di aiutarla. Kelly però gli rivela che c'è un altro Maxwell in circolazione, Vicki, ritornata in vita anche lei attraversando la breccia tra il mondo dei vivi e l'Inferno, poi Kelly muore dato che il suo corpo dopo la resurrezione (come quello di Kai) si è indebolito. Vicki suona la campana sulla torre dell'orologio, il cui suono fa perdere i sensi a Bonnie che cade per terra sotto lo sguardo di Stefan.
- Guest star: Joel Gretsch (Peter Maxwell), Melinda Clarke (Kelly Donovan), Demetrius Bridges (Dorian Williams), Kayla Ewell (Vicki Donovan).
- Altri interpreti: Tierney Mumford (Lizzie Saltzman), Lily Rose Mumford (Josie Saltzman), Julia Vasi (Trudy), Andrew Ruse (Giovane uomo).
- Ascolti USA: telespettatori 1 140 000 – share (18–49 anni) 1%[29]

## Ero in vena di poesia
- Titolo originale: I Was Feeling Epic[30]
- Diretto da: Julie Plec
- Scritto da: Julie Plec e Kevin Williamson

### Trama
Mentre Stefan e Caroline cercano di rianimarla, Bonnie, in uno stato fra la vita e la morte, vede prima Elena, la quale non accetta che Bonnie muoia così presto, ma lei afferma di essere felice perché si ricongiungerà con Enzo, quest'ultimo interrompe la conversazione dicendo a Bonnie che non è ancora arrivato il suo momento; Bonnie quindi si risveglia e abbraccia Caroline. Damon e Matt vanno sulla torre dell'orologio per fermare Vicki, e nonostante Damon la uccida lei torna subito in vita grazie a Katherine. Vicki è intenzionata a distruggere la città con la campana magica dato che Katherine le ha promesso di liberare la sua anima dai tormenti dell'Inferno. Damon suggerisce a Matt di far evacuare la città con la scusa della fuoriuscita di gas, poi torna alla tenuta di famiglia, sia lui che Stefan notano che il corpo di Elena non è più nella bara. Poi arriva Elena, pare si sia risvegliata, la quale pensa al peggio dato che essendo sveglia, ciò fa pensare che Bonnie sia morta, ma Damon le dice che la loro amica sta bene e si abbracciano, però poi comprende che è impossibile che Elena sia sveglia dato che Bonnie non è morta, quindi capisce che quella è Katherine. Quest'ultima li informa che Vicki, su suo ordine, suonerà la campana una volta ogni 5 minuti, quindi tra meno di un'ora la città sarà rasa al suolo, rivelando che era stata lei fin da subito a manipolare Cade spingendolo a mettersi contro i fratelli Salvatore.
Stefan, con il pugnale intriso delle ceneri di Katherine, la uccide, poi lui e Damon si dividono per cercare il corpo di Elena. Alaric si appresta a lasciare la città insieme a Bonnie, Josie e Lizzie, mentre Caroline decide di rimanere per aiutare suo marito, promettendo ad Alaric che tornerà. Stefan trova il corpo di Elena dentro il liceo di Mystic Falls, ma non riesce a farlo uscire di lì, poi lui e Damon parlano al cellulare dove Stefan lo informa della cosa. Damon viene raggiunto da Katherine, la quale lo informa che, diversamente da Cade, lei può andare e uscire dall'Inferno quando vuole, quindi ucciderla non serve a nulla, inoltre Kai aveva fatto un incantesimo alla scuola prima che Bonnie lo sigilasse nel mondo prigione, facendo sì che Elena non possa uscirne. Damon fa notare a Katherine che il suo comportamento è patetico dato che tutto questo è cominciato a causa della sua gelosia per Elena visto che tutti hanno preferito la sua doppelgänger a lei. Katherine provoca Damon dicendogli che un giorno Elena sceglierà Stefan perché è lui l'uomo migliore, poi Damon la uccide con il pugnale. Alaric porta le bambine e Bonnie alla villa dell'Armory, lì la giovane Bennett trova gli appunti di Dorian e Alaric, quest'ultimo le dice che stando ai calcoli di Dorian per distruggere l'Inferno bisogna esercitare su di esso una gigantesca quantità di energia magica, ma che ciò è impossibile; però Bonnie è dell'opinione che se usassero le fiamme infernali della campana contro l'Inferno stesso potrebbero distruggerlo. Caroline raggiunge Stefan al liceo, poi parlano con Bonnie al cellulare, la quale afferma di non poter fare in tempo a raggiungere Mystic Falls per liberare Elena dalla scuola con la magia. Stefan è preoccupato per Damon, perché è consapevole che lui non lascerà mai sola Elena quindi morirà con lei consumato dalle fiamme dell'Inferno, dunque chiede a Caroline di andarsene dalla città perché deve provare a convincere Damon a venire via con lui, ma probabilmente non ci riuscirà e dunque morirà con lui dato che non può lasciarlo solo visto che sono una famiglia. Caroline gli fa tenere presente che ora sono sposati e che dunque anche loro sono una famiglia, però decide di andarsene perché Josie e Lizzie non possono crescere senza una madre, infine Caroline e Stefan si baciano dichiarandosi amore reciproco. Bonnie parla con Stefan al cellulare spiegandogli che per salvare Mystic Falls bisogna eliminare l'Inferno e Katherine contemporaneamente, quindi gli espone il piano elaborato da lei e Alaric. Damon attira Katherine nella galleria sotterranea che lega Mystic Falls alla grotta della cripta della villa dell'Armory (la stessa dalla quale Alaric era fuggito quando Georgie lo aveva chiuso nella cripta) dicendo a Katherine che le fiamme infernali non distruggeranno la città dato che Bonnie le devierà nella galleria per poi indirizzarle all'Inferno distruggendolo, mentre loro due moriranno nella galleria avvolti dalle fiamme. I due vengono raggiunti da Stefan, poi Katherine cerca di scappare ma Damon la uccide con il pugnale, però, conscio che a breve tornerà in vita, rimarrà con lei per assicurarsi che lei muoia investita dal fuoco dell'Inferno sacrificandosi. Stefan gli propone di prendere il suo posto, perché, pur non volendo morire dato che Caroline lo sta aspettando, non può permettere a Damon di sacrificarsi ora che si è trasformato nell'uomo che ha sempre sperato che diventasse, sentendo anche il bisogno di espiare per ciò che ha fatto a Enzo. Damon però usa la compulsione su Stefan obbligandolo ad andarsene, scusandosi con lui per averci messo anche fin troppo tempo a diventare un bravo fratello maggiore. Caroline raggiunge la villa dell'Armory, poi scappa via in auto con Josie, Lizzie e Alaric; quest'ultimo, alla guida dell'auto, dice a Caroline, senza scendere nel dettaglio, che Stefan ha preso una decisione, e nonostante le parole di Alaric siano vaghe lei scoppia a piangere capendo che Stefan vuole morire quindi Alaric ferma l'auto, su richiesta di Caroline; quest'ultima scende dal mezzo e telefona a Stefan, il quale non risponde, quindi gli lascia un messaggio dicendogli che lo amerà per sempre ma che capisce le motivazioni del suo gesto. Vicki viene raggiunta da Matt e Peter, loro non vogliono fermarla ma passare con lei questi ultimi momenti come una famiglia, poi lei abbraccia suo padre. Matt e Peter scendono ai piedi della torre e Vicki suona la campana per la dodicesima volta liberando le fiamme dell'Inferno che però non distruggono la città, infatti Bonnie riesce a deviarle con i suoi poteri nella galleria sotterranea, dove Katherine e Stefan muoiono, infine Bonnie chiama a raccolta il potere delle antenate Bennett e fa sì che la campana assorba le fiamme distruggendo l'Inferno. Stefan muore e finisce nel limbo dove rivede Elena la quale non riesce a capire come abbia fatto Stefan a morire, lui le dice che Damon è sano e salvo raccontandole quello che è successo: Damon non era riuscito a manipolarlo con la compulsione dato che Stefan assumeva la verbena, poi ha estratto la cura dal suo corpo con una siringa e raggiunti Damon e Katherine nella galleria, ha iniettato la cura a suo fratello facendolo tornare umano, poi lo ha messo in salvo e ha tenuto bloccata Katherine (tornata in vita) nella grotta e entrambi sono morti a causa del fuoco infernale. Elena è triste per la morte del suo amico, ma lui le dice che è felice perché ha visto Damon tornare a essere la brava persona che era un tempo, prima di diventare vampiro, affermando che è un uomo migliore di lui, inoltre è contento di poter vedere Elena un'ultima volta, infine la abbraccia chiedendole un favore, poi trova la pace e ad aspettarlo c'è Lexi con la sua vecchia auto. Elena si risveglia, infatti Bonnie ha trovato il modo di spezzare l'incantesimo di Kai senza dover morire, le due amiche si abbracciano ma poi vanno al cimitero, lì c'è Damon che con Caroline sta dicendo addio al fratello, seppellito nella cripta di famiglia. Quando Damon esce fuori e il suo sguardo incontra quello di Elena, i due corrono incontro l'uno all'altra, stringendosi in un bacio che compensa tutto il tempo passato separati. Caroline, Matt e Alaric per porgono i loro omaggi alla memoria di Stefan, lasciando all'ingresso della cripta degli oggetti: Damon lascia il suo anello solare, Caroline la palla di neve che anni prima Stefan le aveva regalato per Natale, Elena il suo vecchio ciondolo, e Bonnie una rosa. Elena rivela poi a Caroline che quando ha visto Stefan nel limbo lui le ha chiesto di riferire a Caroline che ha sentito il suo messaggio e che anche lui la amerà per sempre. Gli anni passano e tutti vanno avanti con le loro vite: Matt è ancora sceriffo e sta pensando di candidarsi come sindaco, mentre Vicki e Tyler si vedono sorridenti mentre hanno trovato la pace insieme. Bonnie decide di viaggiare per il mondo godendosi la vita, mantenendo la promessa fatta ad Enzo, che vive accanto a lei ogni giorno. Alaric e Caroline trasformano la pensione Salvatore in un istituto per bambini con doti soprannaturali, con Jeremy e Dorian come insegnanti. Alaric rivede Jo mentre gioca con le sue bambine, mentre Caroline sente il tocco della mano di sua madre, che in forma di spirito la guarda sorridente e fiera della donna che è diventata. In seguito Caroline riceve una donazione di 3.000.000 di dollari da Klaus, con una lettera dell'Originale che le scrive di volerla rivedere, non importa quanto tempo passerà. Elena ha ripreso a studiare medicina, e dopo la laurea è tornata a vivere a Mystic Falls, e dice di dover tutto a Stefan. Mentre scrive il suo diario seduta al cimitero, un corvo nero appare sulla cripta dei Salvatore e quando Elena si volta, Damon è lí ad aspettarla. Lei e Damon hanno vissuto una lunga e felice vita insieme, ma lui è ancora preoccupato di non poter mai più rivedere Stefan e che non troverà mai la pace, ma Elena dice di essere sicura che si stia sbagliando, perché la pace esiste e si trova in tutto ciò che di caro abbiamo. Quando lei si volta, Damon non è più al suo fianco, e lei rivede la sua vecchia casa, sul cui portico si trovano i suoi genitori Miranda e Grayson, e gli zii John e Jenna. Elena raggiunge la sua famiglia capendo che la pace è trovare nuovamente i propri cari dopo una vita lunga e felice.
Nell'ultima scena, Damon bussa alla porta di casa Salvatore, e quando Stefan va ad aprire i due si ricongiungono finalmente, trovando la pace insieme.
- Apparizioni speciali: Steven R. McQueen (Jeremy Gilbert), Sara Canning (Jenna Sommers), Michael Trevino (Tyler Lockwood), Marguerite MacIntyre (Sceriffo Liz Forbes), David Anders (John Gilbert), Jodi Lyn O'Keefe (Jo Laughlin), Jasmine Guy (Sheila Bennett), Arielle Kebbel (Lexi Branson), Jaz Sinclair (Beatrice Bennett), Natashia Williams (Lucy Bennett).
- Guest star: Kayla Ewell (Vicki Donovan), Joel Gretsch (Peter Maxwell), Demetrius Bridges (Dorian Williams) e Nina Dobrev (Elena Gilbert/Katherine Pierce).
- Altri interpreti: Jason MacDonald (Grayson Gilbert), Erin Beute (Miranda Gilbert), Lily Rose Mumford (Josie Saltzman), Tierney Mumford (Lizzie Saltzman), Maria Howell (Ayana), Jen Harper (Strega dei Cinque), Bob Banks (Nonno di Tiki).
- Cameo: Joseph Morgan (Klaus Mikaelson).[n 1]
- Ascolti USA: telespettatori 1 150 000 – share (18–49 anni) 2%[31]